# Quarto di San Pietro
Il Quarto di San Pietro è uno dei quattro quarti dell'Aquila; quarto amiternino, fa riferimento al quadrante nord-occidentale della città.

## Blasonatura
Il Quarto è caratterizzato dal colore azzurro e il suo stemma occupa il primo quadrante del gonfalone cittadino. Lo stemma è d'azzurro all'albero piantato su un terreno erboso, sormontato da un uccello sulla chioma.
In origine lo stemma doveva avere l'effigie di San Pietro apostolo, in riferimento all'intitolazione della chiesa capoquartiere.

## Storia

### Caratteristiche dei Quarti dalla fondazione

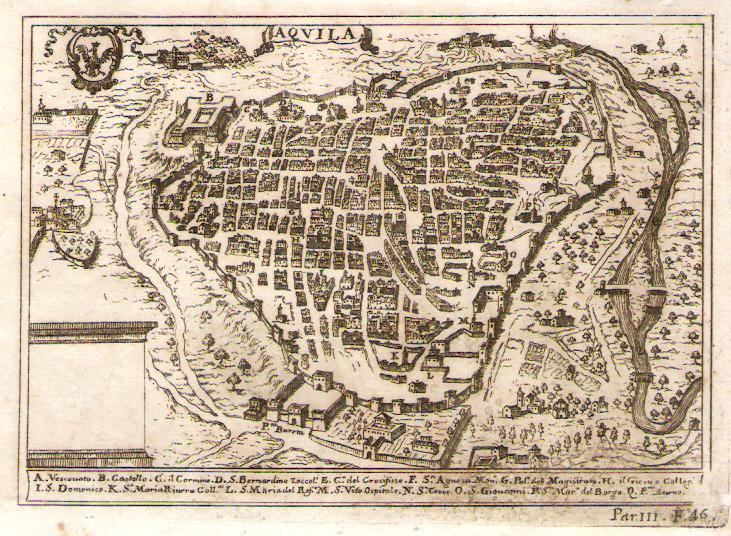
Veduta in carta della città dell'Aquila prima del terremoto del 1703, opera di Giovan Battista Pacichelli.

Un caso eccezionale in Abruzzo nell'ambito storico e artistico-architettonico, è la fondazione dell'Aquila nel 1254 circa, come descrive la Cronica in versi di Buccio di Ranallo. Infatti una consistente parte del romanico abruzzese, presente soprattutto nelle chiese della Valle d'Aterno, del Gran Sasso, della piana di Navelli, della Valle Subequana, della Piana del Cavaliere e anche della Valle Peligna, dove lo stile aquilano si incontrò con quello sulmontino-casauriense, è proprio legata allo sviluppo artistico aquilano, che nel difficile percorso di affermazione, a causa delle varie ricostruzioni per terremoti, riuscì a consolidare un modello base per una consistente parte delle architetture religiose. 
Insomma il romanico delle chiese di Acciano, Assergi, Fontecchio, Navelli, Bominaco, Castel di Ieri, Castelvecchio Subequo sarebbe stato diverso dalla matrice aquilana che lo plasmò, e si sarebbe diffuso con un influsso più umbro o marchigiano; per cui le vicende dell'arte romanica aquilana, che già di per sé è un originale compendio di questo periodo e del gotico, esempio unico nel centro Italia, racchiuso come sostengono gli studiosi nella facciata della basilica di Santa Maria di Collemaggio. Per cui fu determinante la fondazione della città, e soprattutto assai originale la ripartizione in "locali" e "cantoni" nei quartieri storici.
Con diploma di Corrado IV di Svevia, figlio di Federico II, la città nuova venne fondata presso il villaggio di Acculi, oggi nel rione Borgo Rivera, presso la fontana delle 99 cannelle; il permesso venne accordato a feudatari, contadini e artigiani stanchi delle vessazioni dei signorotti dei diversi castelli che popolavano la conca amiternina, quali Bagno, Assergi, Paganica, Roio, Arischia, Sassa. Benché la conca aquilana fosse da secoli abitata come dimostrano le città romane di Amiternum e Forcona, che condividevano anche la sede vescovile, a causa della tesa situazione politica del governo svevo sull'Abruzzo, e della relativa vicinanza di Amiterno ai territori pontifici, venne definito un programma di costruzione della nuova città, con un'area cinta da mura di guardia, e ripartita in rioni con cantoni e locali, ossia il pezzo di terra colonica dove i cittadini avrebbero eretto le case, i palazzi di guardia e le chiese. 
Il progetto fu assai originale, anche se della città originaria non si sa quasi nulla a causa della distruzione di Manfredi di Svevia nel 1259 per ribellione; mentre dai documenti di Carlo I d'Angiò che volle fortemente la rinascita della città nel 1265, si desume con chiarezza il piano di scansione dei vari cantoni e dei quartieri.
I quarti dell'Aquila, legati in parte con i locali agli antichi castelli (la leggenda vuole fossero 99), vennero suddivisi nel 1276, e sono ancora oggi il San Giorgio (o Santa Giusta), Santa Maria, San Pietro e San Giovanni d'Amiterno (o anche San Marciano). 

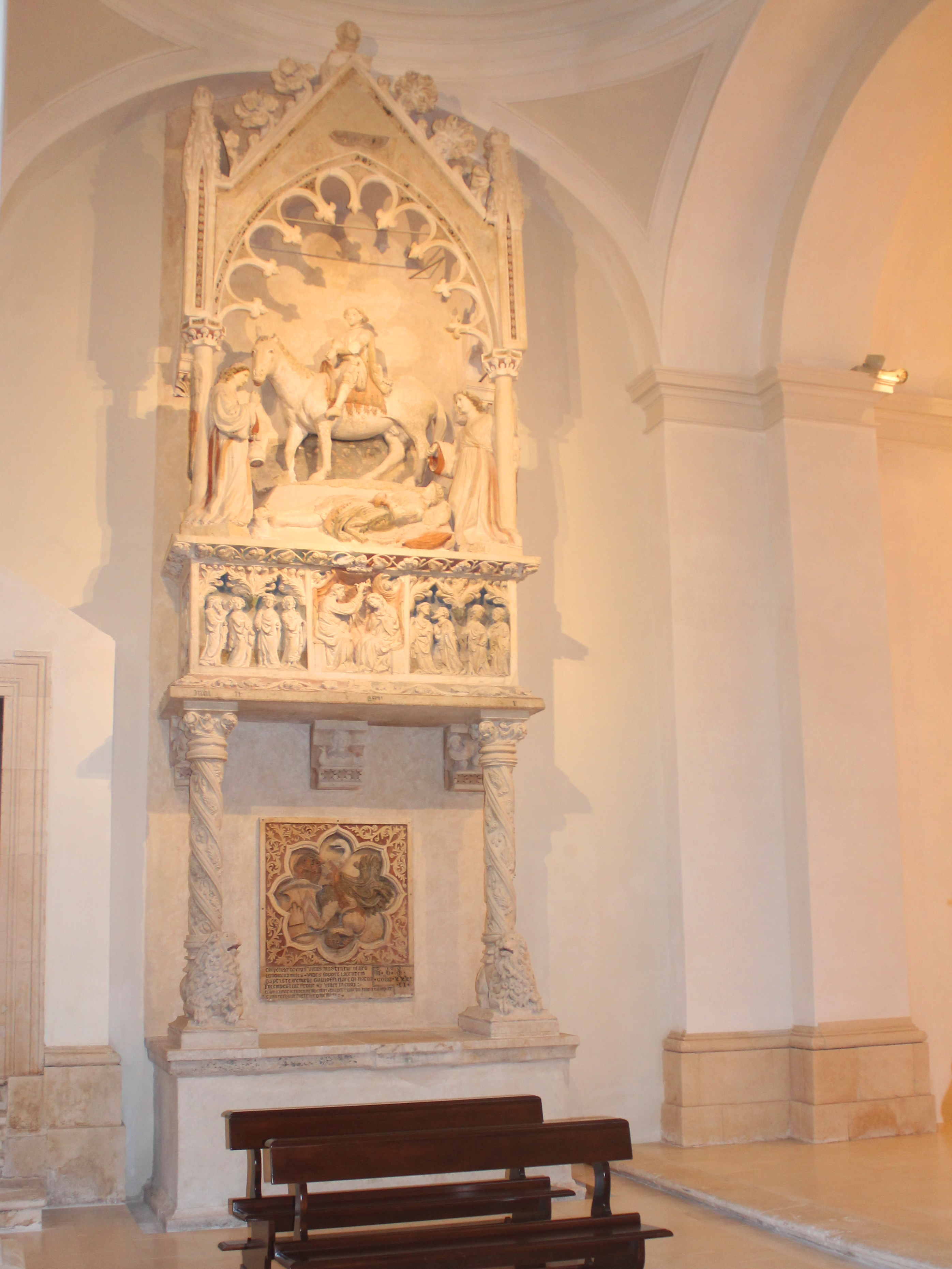
Mausoleo di Pietro Lalle Camponeschi, opera di Gualtiero d'Alemagna, conservato nella Basilica di San Giuseppe Artigiano

Il primo occupa la zona sud-est, il secondo che è il più grande tutta la zona nord fino a Piazza Palazzo, il terzo la fascia ovest, e l'ultimo la fascia sud-ovest. Il punto focale della nuova città era ed è ancora oggi Piazza Duomo, dove confluiscono tre dei quattro quartieri. 
Inoltre furono progettati dei cardi e dei decumani, come il Corso Vittorio Emanuele (anticamente la Strada Maggiore, che da Porta Paganica, presso il castello cinquecentesco, da nord porta a Piazza Duomo), il corso Federico II, che da Piazza Duomo a sud portava a Porta Napoli, e poi le due vie trasversali di corso Umberto I a ovest, che attraversa i due rioni San Pietro e Santa Maria, diventando poi via Andrea Bafile e via Roma fino a Porta Barete, che incrociandosi al corso Vittorio Emanuele presso il Palazzo del Convitto (costruito sopra l'ex monastero di San Francesco d'Assisi), verso est mediante via San Bernardino che porta fino alla Porta Leoni delle mura, creava l'intersezione detta "Quattro Cantoni".
Inoltre ciascuno dei quattro quarti era ripartito in piccoli locali dei coloni provenienti dai castelli, e ciascun gruppo di essi legato indissolubilmente, almeno per il livello storico, più che per il livello politico e religioso a suo tempo. Ad esempio il quarto Santa Giusta ha i locali dei castelli fondatori stanziati nella fascia sud-orientale della valle (Fontecchio, Tione, Goriano Valle, Bazzano, Bagno), Santa Maria quelli del nord (Assergi, Arischia, Camarda, San Silvestro, Pizzoli), San Pietro i castelli di Coppito, Sassa, Barete, Porcinaro, Vigliano, e San Marciano quelli di Roio, Lucoli, Tornimparte, Rocca di Corno (oggi Sella di Corno), Preturo. 
Per sottolineare ancora di più il legame di appartenenza ai castelli, anche se altri dicono che si trattò di questioni economico-amministrative, le chiese nuove fondate nei quartieri ebbero lo stesso nome dei relativi castelli di appartenenza, facendo gli esempi più chiari delle quattro chiese parrocchiali dei quarti (la chiesa di Santa Giusta da Santa Giusta extra moenia di Bazzano, chiesa di San Pietro a Coppito dalla parrocchia di Coppito, la chiesa di San Marciano da quella dei SS. Marciano e Nicandro di Roio, e ancor prima da San Giovanni di Lucoli, e infine la chiesa di Santa Maria Paganica dalla parrocchia di Maria SS. Assunta di Paganica).

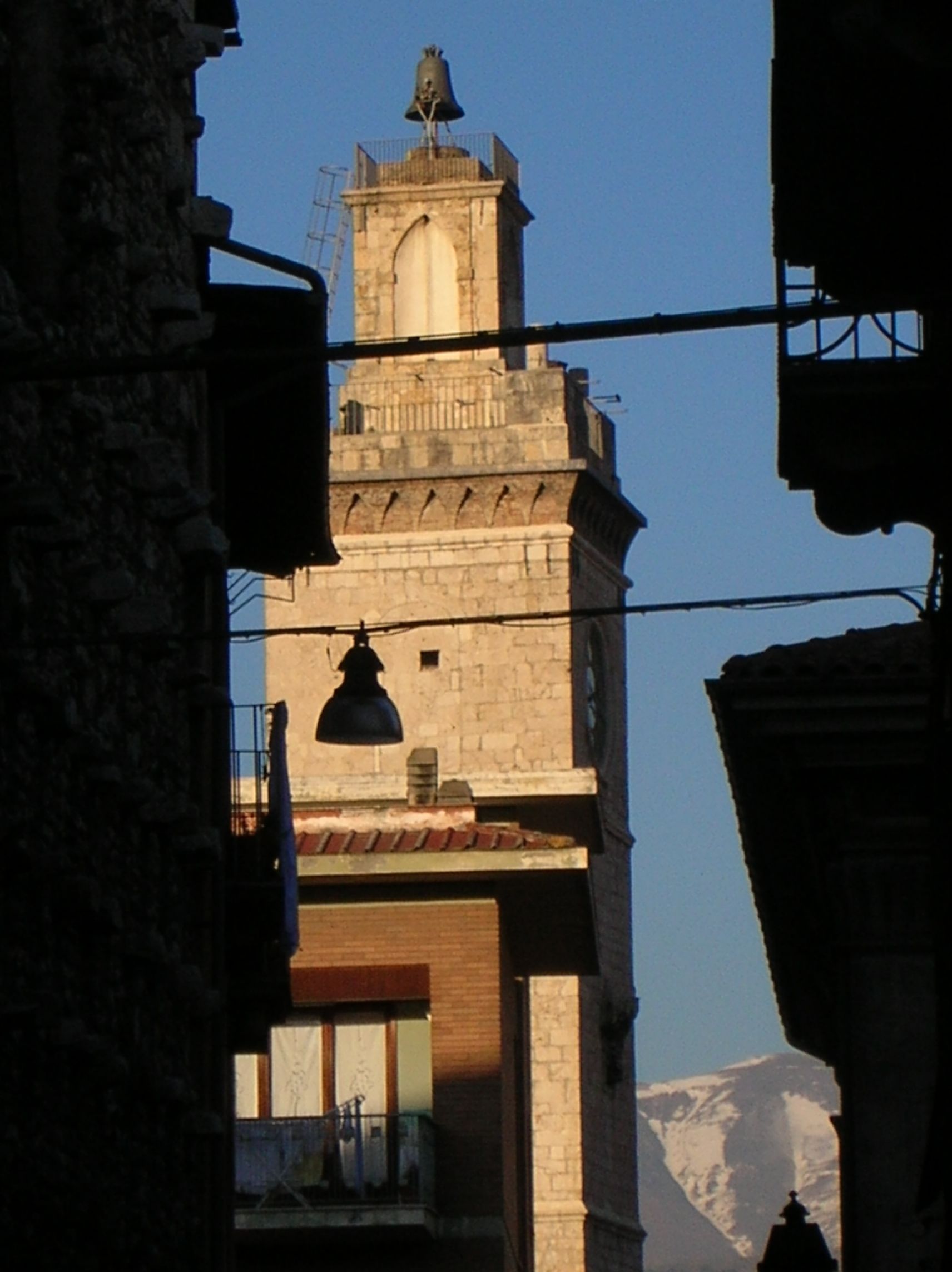
Torre medievale del Palazzo Margherita, con l'orologio

### Dalle origini al 1424
Il Quarto, insieme a quello di Santa Maria di Paganica, si sviluppò con delle prime colonizzazioni nel 1254, con l'arrivo dei castellani provenienti dai centri di Poppleto (Coppito, il castello maggiore), Arischia, Barete, Pettino e Pile. I castellani di Poppleto, volendosi distaccare dai signorotti locali che governavano il territorio, e che entrarono anche in conflitto con Federico II di Svevia nel 1233 durante la sua discesa in Italia, colonizzarono il locale omonimo che si trova presso Piazza San Pietro, erigendo la chiesa di San Pietro a Coppito, in ricordo della chiesa omonima situata in castello di Poppleto, e ancora oggi esistente, dedicata alla Madonna delle Grazie.
Altre chiese simboliche delle parrocchie degli antichi castelli, vennero erette dei castellani di Barete (San Paolo da Barete in via Roma), da Arischia (San Benedetto d'Arischia che fu abbattuta nel 1934, per ampliare via Duca degli Abruzzi), San Lorenzo da Pizzoli (il complesso oggi detto "La Lauretana" situata in viale San Giovanni Bosco, sede dell'Istituto delle Figlie di Maria Ausiliatrice), la chiesa di Santa Croce presso via Roma, San Biagio d'Amiterno o anche San Michele, dai castellani di San Vittorino, eretta inizialmente presso l'attuale cappella dell'oratorio di San Giuseppe dei Minimi in via Roio; e conseguentemente al terremoto del 1703, rifatta quasi totalmente con la facciata rivolta su via Sassa, e nella zona sud, dopo la chiesa dei Domenicani, la chiesa di San Quinziano di Pile e la chiesa di San Pietro di Sassa.

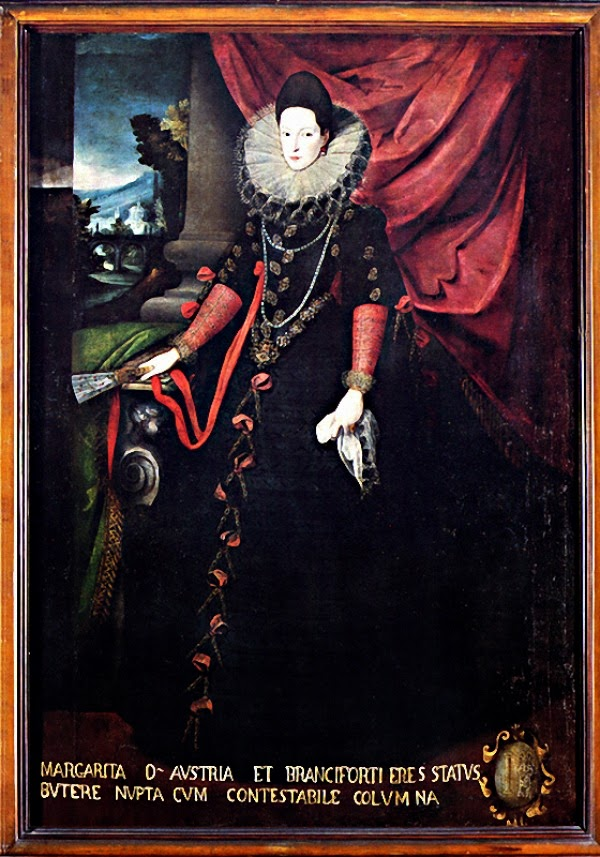
Margherita d'Austria

Tra i palazzi di maggior rappresentanza, si hanno le famiglie Porcinari, di Poppleto, e soprattutto dal XIV-XV secolo i Gaglioffi, originari commercianti della lana, che si insediarono nel Collegio dei Nobili.
Il Quarto di San Pietro era divenuto da subito il centro politico della città, con la casa del Capitano Regio in Piazza Palazzo e il Collegio dei Nobili in Piazza Santa Margherita, ma altresì, rispetto ai due quarti Santa Giusta e San Marciano e a quello alto borghese di Santa Maria, era il quartiere più popolare, provvisto delle botteghe dei macellai, che si trovavano in via dei Macelli (oggi via Patini) e di intere strade di case popolari, come via Sassa, il Vicolaccio, e via Roma. Le famiglie più influenti erano i Pretatti e i Gaglioffi, rappresentanti dell'imprenditoria privata che interessava i suoi guadagni sullo sfruttamento dei propri feudi, ma anche molto influenti nel commercio e nel mercato. 
I Pretatti nel 1355, per il governo della città,  ebbero una violenta lite con i nemici Camponeschi di Santa Maria,  e nella guerra con Lalle Camponeschi, i Pretatti furono esiliati, benché tentarono con il favore di una parte del popolo di riprendersi la città con la forza, mentre nei disordini civici, il capitano regio veniva cacciato. I fatti sono molto ben descritti dal cronista Buccio di Ranallo.

### Il Quattrocento e l'epoca rinascimentale
Il XV secolo fu il secolo d'oro della città, che divenne tra le più illustri d'Italia. Nel 1423-24 presso la parte nord del Quarto, in locale Santanza, si acquartierò il capitano Braccio da Montone che con il suo esercito cinse d'assedio la città, fedele al partito angioino contro quello aragonese di Alfonso I d'Aragona. Con la pace stipulata con Alfonso nel 1442 presso Cordinio, il commercio tornò a fiorire in città, che rimase sempre nel regio demanio, con il Collegio delle Arti, che aveva le stesse funzioni di quello di Napoli, nel 1458 la città divenne sede dell'Università civica.

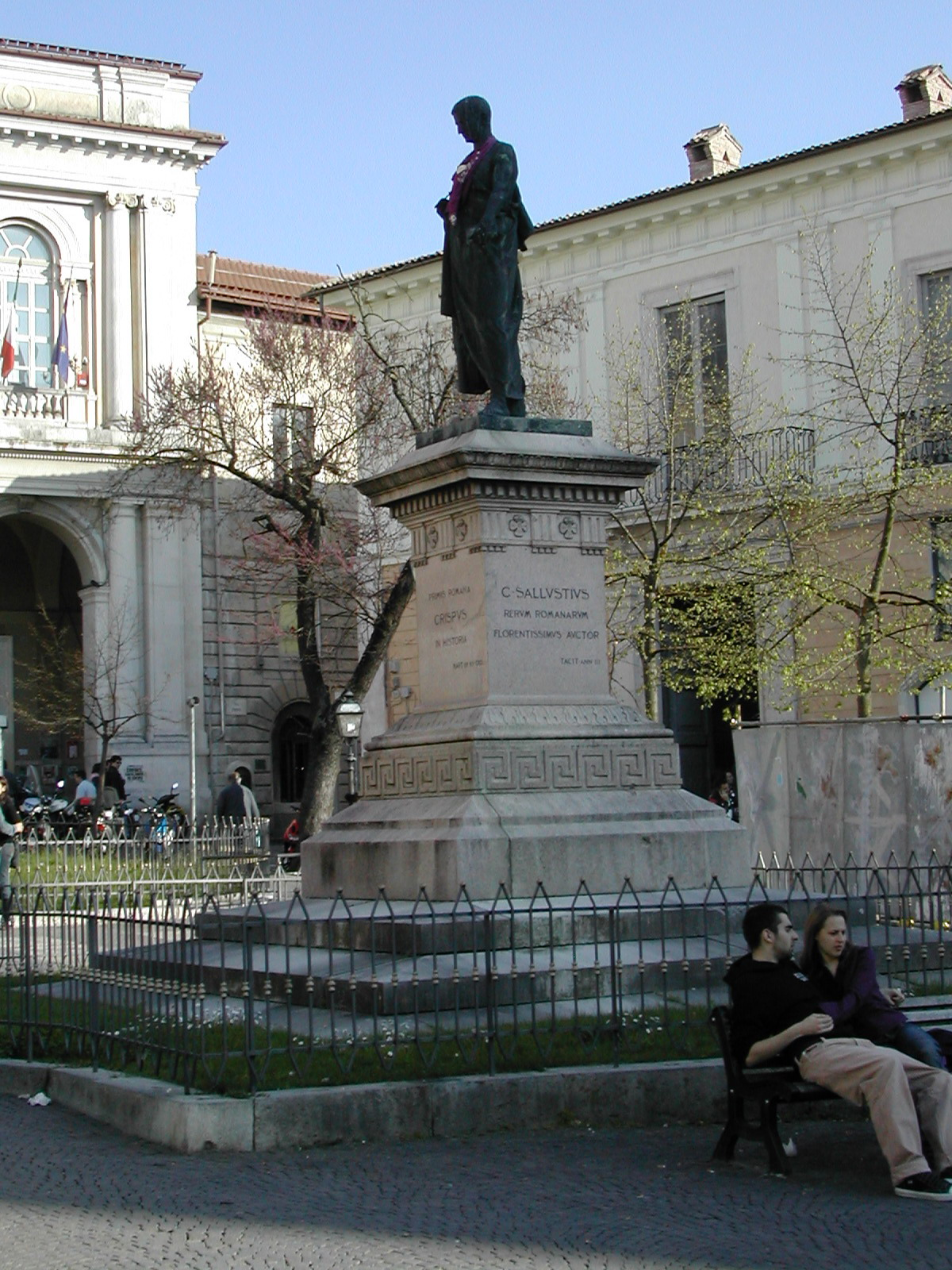
Piazza del Palazzo e statua monumentale di Sallustio Crispo

Nel Quarto nel XV secolo i protagonisti sono i membri della famiglia Gaglioffi, che aveva due palazzi ancora oggi visibili, lungo via Sassa verso il monastero del Corpo di Cristo l'antica casa Gaglioffi con cortile, e all'altezza del sagrato di San Biagio d'Amiterno il Palazzo Gaglioffi Benedetti. Durante la decadenza degli Aragona, negli anni in cui giunse in Italia Carlo VIII di Francia, i Gaglioffi che avevano la roccaforte nel Quarto, si allearono con i Casella, di partito francese, e si pensò che la famiglia intendesse rovesciare il governo oligarchico dei Nobili, il cui massimo rappresentante favorito era il membro della famiglia Camponeschi del Quarto Santa Maria e di partito aragonese, alleato con gli Antonelli. I rancori popolari esplosero l'8 maggio 1495 con una rivolta dei cittadini di San Pietro contro quelli di Santa Maria; ci fu un tentativo di pacificazione de parte del capitano civico e di Prospero Colonna, tuttavia la rivolta si propagò per il centro, i cittadini di San Pietro assaltarono il quarto nemico, incendiando le case, assassinando i cittadini, e i membri degli Antonelli, che rispondevano con il saccheggio del quarto e l'uccisione di membri dei Casella
Durante il periodo di transizione della storia della città dal Quattrocento alla conquista spagnola nel 1503, nel quarto si ricorda la figura di Giacomo Gaglioffi, nato nel 1470, per metà legato alla famiglia Porcinari, sempre del quarto. In seguito alla congiura dei baroni, quando era arcidiacono della città, Giacomo si rifugiò presso Carlo VIII, volendosi vendicare degli aragonesi Camponeschi, discendendo col sovrano francese in Italia, ed entrando acclamato all'Aquila il 4 febbraio 1495, facendosi nominare sindaco e procuratore il 25 marzo. Fu l'inizio di un periodo di ascesa dei Gaglioffi, che ebbero il modo di controllare la città, e contrastare la voracità predatoria dei nobili e degli alto borghesi di Santa Maria contro le piccole e medie imprese. Si sostiene che Giacomo Gaglioffi fu intimo del magistrato Ludovico Franchi, sempre del Quarto San Pietro, il quale concordò con lui la successione al seggio del Collegio dei Nobili nel 1499. Tuttavia dopo una fallita congiura da F. Lucentini arcidiacono aquilano avvenuta il 23 giugno 1501, l'8 agosto anche il Franchi dovette darsi alla fuga dopo Giacomo, e dopo che tornò in città dovette ottenere ancora una volta l'appoggio francese per placare la rivolta delle fazioni.

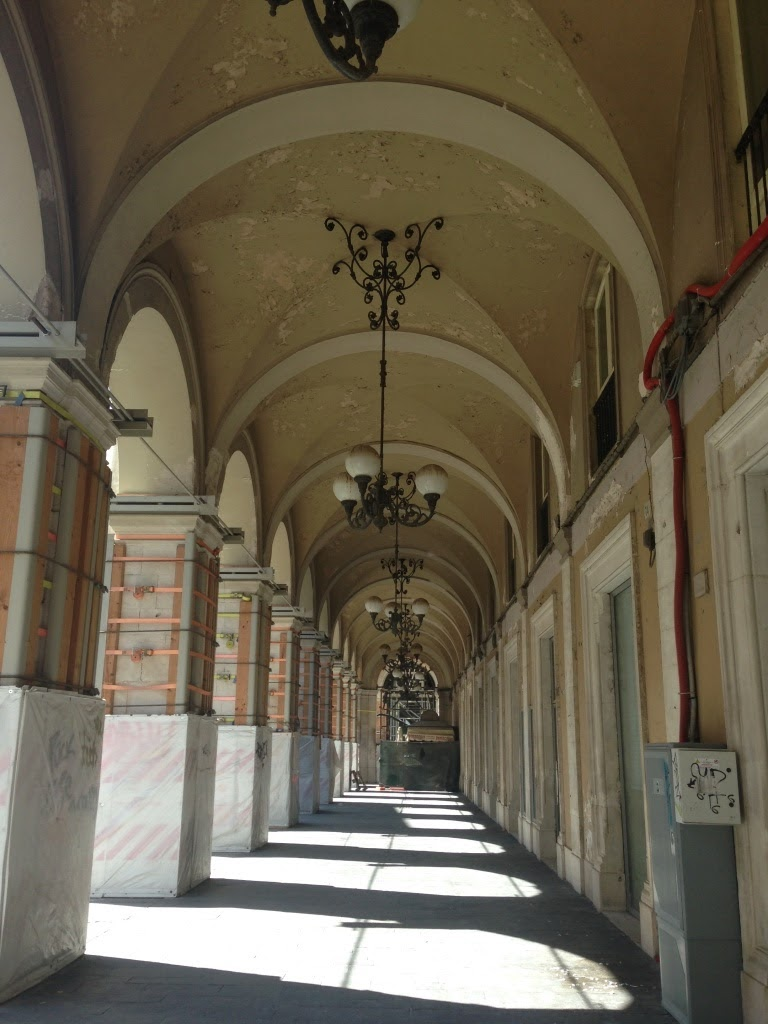
Portici del Convitto Nazionale

Nel Palazzo del Collegio dei Nobili in Piazza Santa Margherita, da non confondere con il Convitto Camponeschi annesso alla chiesa del Gesù, dal 1355 al 1544 ebbe sede il Consiglio di Rappresentanza delle Arti, rappresentate da vari signori della città, in analogia con le Arti di Firenze e di altre città d'Italia, che partecipavano attivamente, insieme all'istituzione del Capitano Regio presso l'attuale Palazzo Margherita più a est, lungo Corso Umberto I, alla vita pubblica. La vita politica aquilana era tutta concentrata in quest'asse, tra Piazza Santa Margherita e Piazza del Palazzo, a differenza di Piazza Duomo, che era centro della vita economico-mercantile e sociale. 
Le Arti finanziarono vari progetti riguardo alla coltivazione del territorio circostante, collaborarono con i mercanti di lana e di pecore, istituirono delle cartiere presso il fiume Vetoio, e delle botteghe di lavorazione della ceramica e dell'argilla, presso lo storico locale di Acquili, presso le 99 cannelle, dove sorgeva anche il monastero di Santa Chiara delle Clarisse, dotata di bottega propria per la lavorazione delle ceramiche; tuttavia dopo l'infeudamento della città sotto Carlo V, e poi passata al Principe Fabrizio Colonna e a don Pedro Alvarez de Toledo, che fece erigere nel 1534 il Forte a nord di Santa Maria Paganica, nel 1544 fu soppresso di fatto il parlamento. Il parlamento infatti era il cuore pulsante della politica cittadina, rappresentato da membri delle casate nobili che venivano periodicamente eletti, a rappresentanza di ciascuna "arte" o mestiere, e che a mo' di repubblica amministravano la città, che era incamerata sino dai tempi di Carlo I d'Angiò nel regio demanio, godendo anche del favore papale.
Con i francesi e poi con gli spagnoli nel XVI secolo si chiuse un periodo irripetibile della storia di libertà della città, che vide momenti altalenanti di ripresa, con il governo della duchessa Margherita d'Austria, figlia di Carlo, a cui era andato il feudo aquilano insieme ad altri d'Abruzzo, ma senza più godere dello splendore d'un tempo.

### Urbanistica di San Pietro nel XVII secolo
Altra significativa componente che caratterizza l'impianto urbano aquilano sono gli insediamenti monastici che si inseriscono, secondo differenti modalità e tipologie, all'interno della città, ai limiti del tessuto edificato e a ridosso delle mura fortificate, o anche esternamente, come la Basilica di Santa Maria di Collemaggio (1288), fuori Porta di Bagno. I Francescani s'insediarono dentro le mura, con il complesso monastico affacciato su Piazza Palazzo, che oggi costituisce il Palazzo del Convitto "Domenico Cotugno", ricavato nel 1878 dall'antico convento, inglobato nel nuovo edificio sul corso Vittorio Emanuele. Della chiesa di San Francesco rimane l'impianto visibile dai porti lungo l'accesso al Corso Umberto I e la facciata oggi completamente rifatta prospettante su Piazza del Palazzo, dove si trova la biblioteca provinciale Tommasiana. 
I Celestini si insediarono sull'asse del corso Federico II con la chiesa di Santa Maria dei Raccomandati, e poi presso la chiesa di Santa Caterina d'Alessandria in Piazza San Biagio (prospiciente la facciata della basilica di San Giuseppe Artigiano); i Domenicani nell'antico complesso di Palazzo Gaglioffi e della Beata Antonia (per cui esiste il monastero del Corpo di Cristo) in via Sassa. In posizione marginale al palazzo, i Domenicani si collocarono ad occidente al confine del rione San Pietro con San Marciano, sull'antico asse di via Forcella, con la chiesa di San Domenico la cui facciata raggiunge i massimi vertici della costruzione angioina abruzzese, i Francescani si erano stanziati a oriente con il complesso della Basilica di San Bernardino (metà XVI secolo), sull'asse di via Roma-Corso Umberto Il, poi via San Bernardino, con orto estesi sino alle mura; gli Agostiniani da San Giacomo-Sant'Onofrio si attestarono con Carlo I nel 1270 sia a meridione con il complesso della chiesa di Sant'Agostino ed ex Prefettura, e a nord con la chiesa di Sant'Amico, con le agostiniane femmine.
Ad occupare gli ampi spazi tra l'edificato e le mura, i complessi celestiniani di Sant'Agnese e San Basilio (oggi ex ospedale San Salvatore) a nord di Porta Paganica, quelli delle agostiniane di Santa Lucia (oggi sede dell'Opera salesiana don Bosco) e le Clarisse del convento di Santa Chiara di Acquili (presso via XX Settembre). La renovatio urbis dell'Aquila avvenne nella metà del Cinquecento in base a due fatti: l'infeudamento sotto la corona Spagnola di Carlo V, quando la città passò in mano a don Pedro Alvarez de Toledo, che per punire la città per l'aver abbracciato la causa francese mediante Ludovico Franchi, impose una pesante tassazione, volendo erigere il mastio del Forte spagnolo, su progetto di Pietro Luis Escrivà, locato in posizione dominante sulla città. 
La formazione della tagliata interna comportò la demolizione di alcuni "locali" del rione Santa Maria, e la distruzione totale del Guasto. S'innesta inoltre un processo di polarizzazione urbana sulla nuova struttura, con la chiusura di entrambe le porte sul lato nord delle mura (Porta Pizzoli e Porta Paganica), e il rafforzamento degli assi stradali, entrambi convergenti sul castello, del Corso in direzione nord-sud, e di via Castello-via Garibaldi, in direzione est-ovest, sui quali vanno anche ad attestarsi diversi insediamenti palaziali. 
Il secondo evento storico è l'arrivo in città delle duchessa Margherita d'Austria, figlia di Carlo V, sposatasi con Ottavio Farnese, ereditando dunque una parte dell'Abruzzo Ulteriore, insieme a Penne, San Valentino e Montereale. Margherita prese sede nel vecchio palazzo del Capitano, trasformandolo dal 1572 al 1577 nel Palazzo Margherita, lasciando di originale la torre civica medievale.
La città presenta ampi vuoti nelle zone periferiche, e anche all'interno delle mura, la piazza San Bernardino, dove giunge a compimento la facciata del 1542 di Nicola Filotesio, e lo spazio del Borgo Rivera dove si affacciano la fontana delle 99 cannelle e la chiesa di San Vito da Tornimparte, dove è ipotizzabile un intervento del Fonticulano.

### Trasformazione dell'isolato di Piazza Santa Margherita (XVI secolo)
In tale contesto è emblematico, in ordine al processo storico di formazione, trasformazione e stratificazione del tessuto urbano, il caso dei luoghi centrali della città storica tra gli slarghi di Piazza Palazzo, Piazza Santa Margherita e Piazza Annunziata. Le due sezioni storico-sincroniche evidenziano con chiarezza il transito dell'assetto riferibile all'ultimo quarto del XVI secolo, a quello sullo scorcio del XVIII secolo. 
Le planimetrie sono incentrate sulle tre piazze citate, tutte tangenti all'asse urbano principale di via Roma-Corso Umberto, che attraversa da ovest a est l'interno centro orizzontalmente, tra Porta Barete e Porta Leone. L'assetto urbano sullo scorcio del XVI secolo era piuttosto diverso dall'attuale.

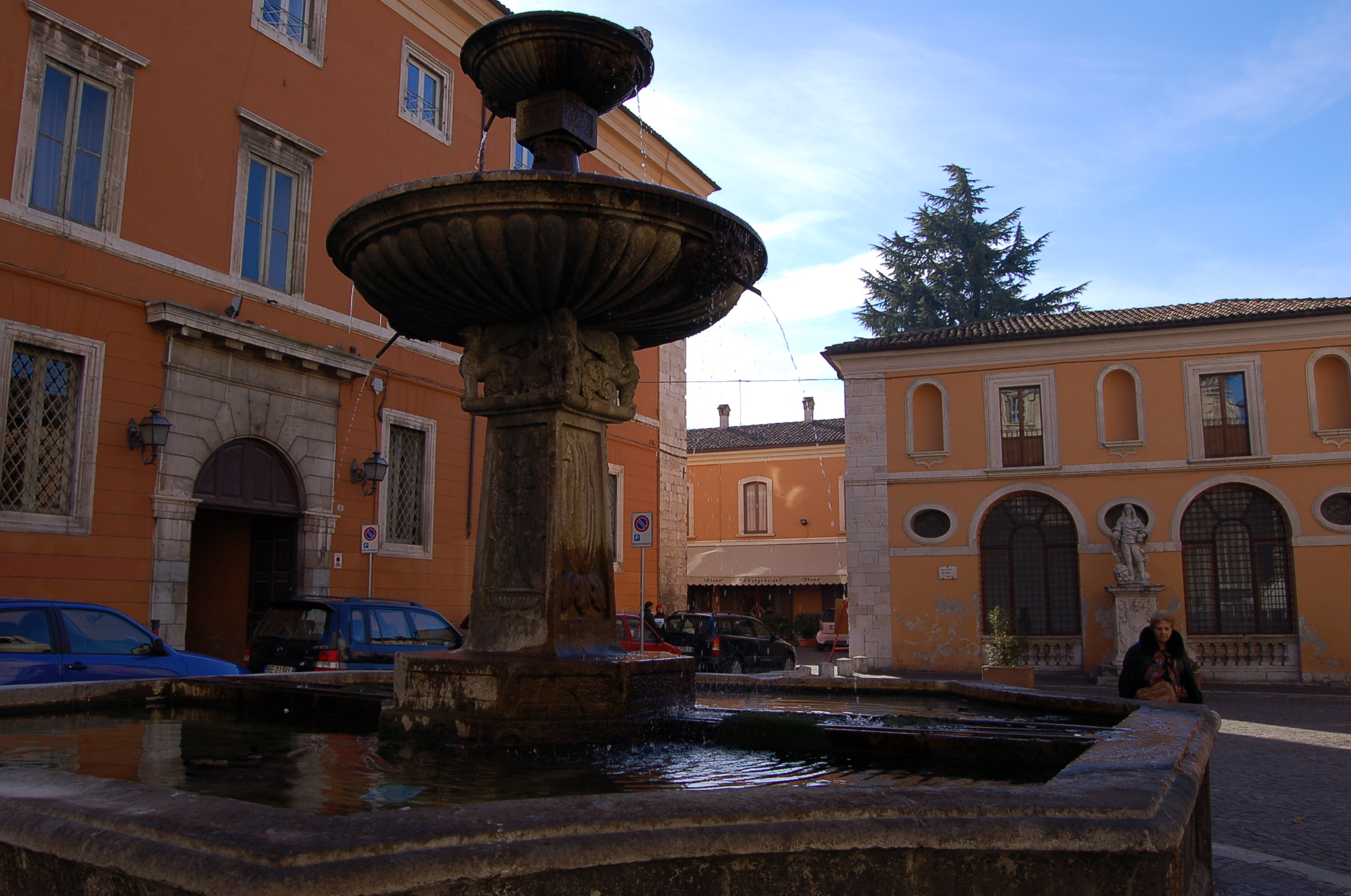
Piazza Santa Margherita nel 2006

Su Piazza Palazzo s'affacciavano, nel lato orientale, la chiesa convento di San Francesco a Palazzo, dove tra il 1879 e il 1893 fu allestita la biblioteca provinciale Salvatore Tommasi, insieme al liceo classico del Palazzo del Real Convitto; sul lato occidentale il Palazzo Margherita, esito del radicale intervento di ristrutturazione e ampliamento, la torre civica dell'orologio con la campana "reatinella", più alta prima del t"taglio ì" operato dagli spagnoli, che troncarono anche i campanili di Santa Maria Paganica e Santa Maria del Carmine, per evitare possibili rappresaglie degli aquilani contro il castello dell'Escrivà. 
Su Piazza Santa Margherita, esattamente posta dietro il Palazzo comunale, prospettava sul lato settentrionale il Palazzo Conte di Montorio, residenza del tesoriere regio, sul lato occidentale si affacciava la piccola chiesa di Santa Margherita, poi ampiamente rifatta nel XVII secolo con l'istituzione in città della Compagnia del Gesù, appartenente al locale Forcella (1294), e la sede della Camera Aquilana, residenza degli eletti, il Magistrato e i Signori, che aveva acquistato funzione pubblica già nel 1495, ristrutturata e ampliata nel 1570 e il 1572, oggi pressoché a tutti nota come il Palazzetto dei Nobili.
Nel XVI secolo l'isolato compreso tra il lato occidentale di Piazza Santa Margherita, via Annunziata, via Roma (oggi questo tratto è stato dedicato al Tenente Andrea Bafile) e via Burri, appariva molto diverso dall'attuale, suddiviso in tre isolati stretti e lunghi da due strade non più esistenti. Il primo era interposto tra via Roma e via Forcella, e aveva in testata, sul fronte Piazza Santa Margherita, l'omonima chiesa del locale con a fianco un giardino (oggi compreso nel chiostro del Convitto Camponeschi), pertinenza del retrostante Palazzo Quinzi verso l'Annunziata. Il secondo isolato correva lungo via Forcella e comprendeva la Camera Aquilana dei Nobili, che affacciava sulla piazza, e la casa di Pietro Fonticola, in angolo tra via Annunziata e via Forcella; il terzo si sviluppava lungo l'attuale via Burri con la casa di Giorgio Saturnino. 
Con l'arrivo all'Aquila della Compagnia dei Gesuiti di Sant'Ignazio, che nel 596 si insediava nel Palazzo della Camera, si avviarono profonde modifiche urbane.
A partire dalla realizzazione della nuova chiesa del Gesù e del Collegio Aquilano (1626-fine secolo), ossia il Palazzo Camponeschi, che comportava il taglio e la rifusione dei tre isolati preesistenti di forma allungata, la chiusura delle due strade tra di loro interposte e il tracciamento dell'attuale via Camponeschi, sull'allineamento della Piazza Santa Margherita. In realtà la chiesa che il Collegio restarono incompiuti, in particolare alla chiesa del Gesù vennero a mancare il paramento di facciata, transetto, cupola ed abside; con la ricostruzione posts sisma 1703 la piazza di Santa Margherita e dell'Annunziata trovano il loro definitivo assetto attraverso un lungo e complesso processo di trasformazione che porta alla definizione formale e figurativa dei due invasi. 
Nella Piazza Santa Margherita a settentrione sul sito cinquecentesco di Palazzo Conte di Montorio si colloca il Palazzo Pica Alfieri, risultato di un corposo intervento di ristrutturazione compiuto tra il 1711 e il 727, contiguo ad esso Palazzo Quinzi (completato nel 1726) la cui angolata si affaccia sulla piazza; a oriente il fronte del Palazzo Margherita, a occidente la facciata incompiuta della chiesa di Santa Margherita o del Gesù, a sud il Plaazzetto dei Nobili, riedificato nel 1712. La piazza dell'Annunziata si conforma come un singolare spazio urbano triangolare, convergente sulla settecentesca chiesa omonima, edificata dai castellani di Preturo nel XV secolo circa, spazio su cui incombe il fronte di Palazzo Carli (sede del Rettorato universitario sino al 2009), ricostruito tra il 1708 e il 1725

### Dal Settecento a oggi
Il terremoto del gennaio e del 2 febbraio 1703 gravò particolarmente sul Quarto di San Pietro, distruggendo la facciata della chiesa di San Pietro di Coppito, e facendo crollare la volta della chiesa di San Domenico, uccidendo circa 600 persone. La ricostruzione tuttavia fu abbastanza celere, e vennero rifatti daccapo molti palazzi nobiliari, per San Pietro di Coppito venne creata una facciata barocca completamente diversa dall'originale, che fu ripristinata con un lavoro arbitrario nel 1974 dal soprintendente Mario Moretti, anche San Domenico venne rifatta quasi daccapo, vennero ricostruite in stile barocco anche le chiese di Santa Caterina, San Filippo e San Biagio d'Amiterno (oggi basilica di San Giuseppe Artigiano); nel 1726 si realizzavano anche i lavori della nuova fabbrica di Santa Margherita, che dal 1636 era stata occupata dai Padri Gesuiti della Compagnia di Sant'Ignazio, che già da quel tempo avevano iniziato grandi lavori di trasformazione dell'antica chiesa medievale. Anche il Palazzo Margherita fu ampiamente rifatto, ad eccezione della torre civica medievale.

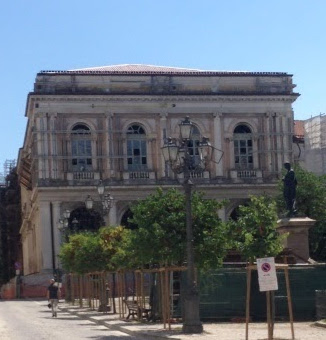
Facciata della biblioteca Tommasiana in Piazza Palazzo

Il Quarto andò estendendosi nei primi anni del Novecento. Nel 1826 l'antica Porta Barete venne completamente abbattuta, perché ostruiva l'uscita verso la campagna di Pile e Pettino, e si pensò di rifarla in stile monumentale, cosa che però non avvenne. Anzi il piano di accesso a via Roma, in quanto molto pendente per il dislivello, venne parzialmente colmato nei primi del Novecento, delimitando la scomparsa dei pochi resti. Nel 1878 l'antico monastero di San Francesco a Palazzo (XIII secolo) già sconsacrato da una decina d'anni, venne ampiamente trasformato: la chiesa che prospettava su Piazza Palazzo venne modificata con un edificio in stile neoclassico dall'elegante porticato, che partiva dall'inizio del Corso Umberto I, e ospitò la biblioteca provinciale, il resto del convento, meno la cella dove morì nel 1444 San Bernardino e la cappella di Santa Maria della Concezione, venne decorato da ampi portici ad arcate a tutto sesto, che verranno continuati nel primo Ventennio del Novecento per garantire una continuità deambulatoria, pur'anche artistica, sino al Palazzo Federico su Piazza Duomo.
Il Quarto video dei lavori significativi, seppur in gran parte distruttivi, durante il periodo del fascismo: venne modificata via Fontesecco che portava in giù all'uscita di via XX Settembre, una parte orizzontale, posta circa a metà dell'intera area del Quarto, venne tagliata e sventrata; fino ad allora si chiamava "Vicolaccio" per la presenza di case popolari e botteghe di bassa lega, e così i canoni di decenza dell'etica fascista imposero la distruzione di queste case, con conseguente "tagliata" di una parte del monastero del Corpo di Cristo, per permettere una via di accesso veloce da Piazza Fontesecco sino al Corso Vittorio Emanuele: vale a dire l'attuale via Sallustio, completata nel 1941, per isolare i mercanti e gli artigiani di bassa lega che abitavano la strada detta "Vicolaccio" (che oggi risulta essere l'allargamento di via Sallustio), affinché fossero condotti nel sobborgo fuori le mura di Colle Pretara, lasciando via Sallustio a nuove istituzioni mercantili d'ambito imprenditoriale e di costituzione più moderna. 
Altri lavori riguardano l'occupazione edilizia delle contrade di Santanza e Arischia, dove insistevano le due chiese di San Nicola d'Anza e San Benedetto, distrutte nel 1934 per realizzare la moderna circonvallazione di via Duca degli Abruzzi, che andava a collegare direttamente il piano del Castello con via Niccolò Persichetti, nel Quarto di San Marciano.

### Il terremoto del 2009

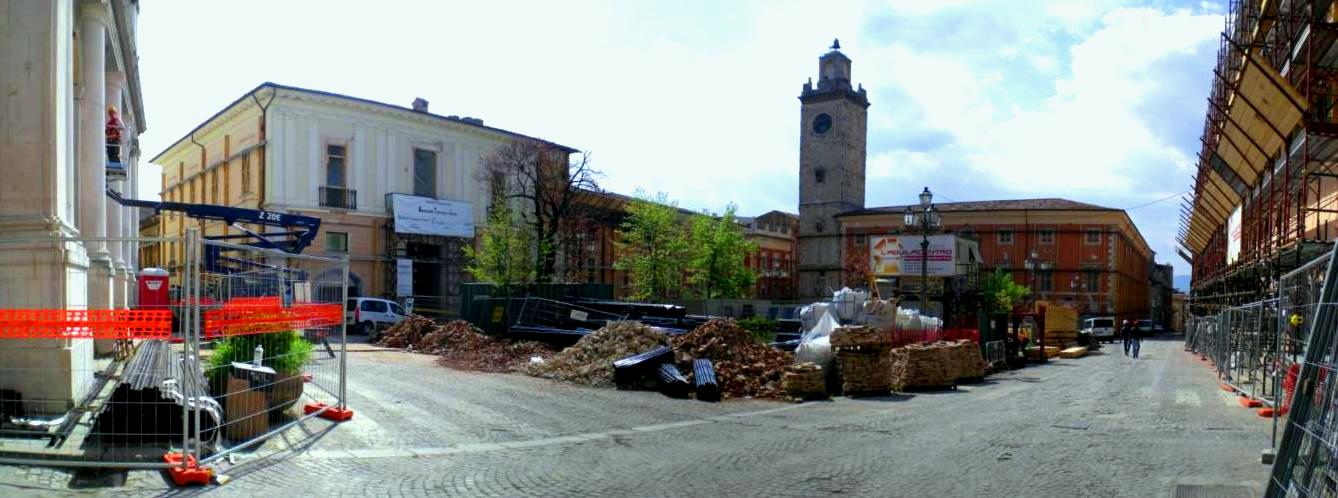
Panoramica di Piazza del Palazzo nel 2010

Il terremoto del 6 aprile ha gravemente danneggiato il Quarto, sventrando alcuni locali di Palazzo Margherita, provocando numerose crepe al Palazzo del Convitto sopra San Francesco, il crollo, in certi casi quasi totale, di case storiche poste lungo via Roma, da zona Santa Croce sino a Piazza San Pietro, gravi danni ai palazzi affacciati su questa piazza, come al Ciavoli-Cortelli, e alla chiesa stessa di San Pietro, con crollo parziale della facciata e totale della torre campanaria ottagonale; anche la parte superiore della facciata di San Domenica è crollata, mentre profonde crepe sono apparse sui muri esterni di Palazzo Carli, la sede storica del Rettorato universitario.

## Descrizione
Corrisponde a una zona molto popolosa, sede di dimore di famiglie importanti come i Gaglioffi, i Camponeschi e i Pretatti. Il Quarto è attraversato per tutta la lunghezza dalla via Roma, vero e proprio decumano dell'impianto quattrocentesco cittadino, e culminava con Porta Romana, oggi scomparsa, verso Pile.
Di interesse sono la chiesa di San Domenico con il convento, voluta da Carlo II d'Angiò, e specialmente la capoquartiere chiesa di San Pietro a Coppito, costruita dagli aquilani del castello Poppleto (poi Coppito). Il Quarto confina in Piazza Duomo mediante le strade di via Teofilo Patini, via Cavour e via di Piazza Machilone, che dall'altra parte a nord sfocia in Piazza Palazzo dove si trova il Municipio, chiamato anche Palazzo Margherita d'Austria.
I locali in cui è suddiviso il Quarto sono:
- Poppleto: è il locale "cuore" del quarto, dove si trova Piazza San Pietro con la chiesa di San Pietro a Coppito, affiancata dal Palazzo Vastarini Cresi e dal Palazzo Porcinari, lungo via Roma. Poppleto è delimitato da via San Pietro, via Minuccio d'Ugolino, via Coppito, via Pretatti e via Roma, che segna il confine tra il locale con quello a sud di Pile.
- Pile: locale molto vasto del quarto insieme all'adiacente San Vittorino e Roio, che si prolungano ad est fino alla Piazza Duomo. Pile abbraccia l'area del mastodontico complesso di San Domenico con l'ex convento, adibito alle carceri nel 1860 e poi alla Corte dei Conti. Dunque il fulcro è la chiesa di San Domenico, il locale è delimitato dai cardi di via Angioina, via San Domenico, via Carceri e via Bargello, mentre i decumani sono via Angioina, via Buccio di Ranallo, via Amiternini, via Saturnino, via Barete e via Forcella. Diversi sono i palazzi rinascimentali, tra i quali Palazzo Carli, ex sede del Rettorato dell'Università dell'Aquila, dopo il sisma del 2009, e la chiesa dell'Annunziata, a confine con il locale di San Vittorino. La cosiddetta "chiesa capo" di questo locale è l'ex San Quinziano di Pile, oggi dedicata a San Pietro di Sassa, posta in via Buccio di Ranallo, a confine con il locale Sassa del quarto San Marciano.

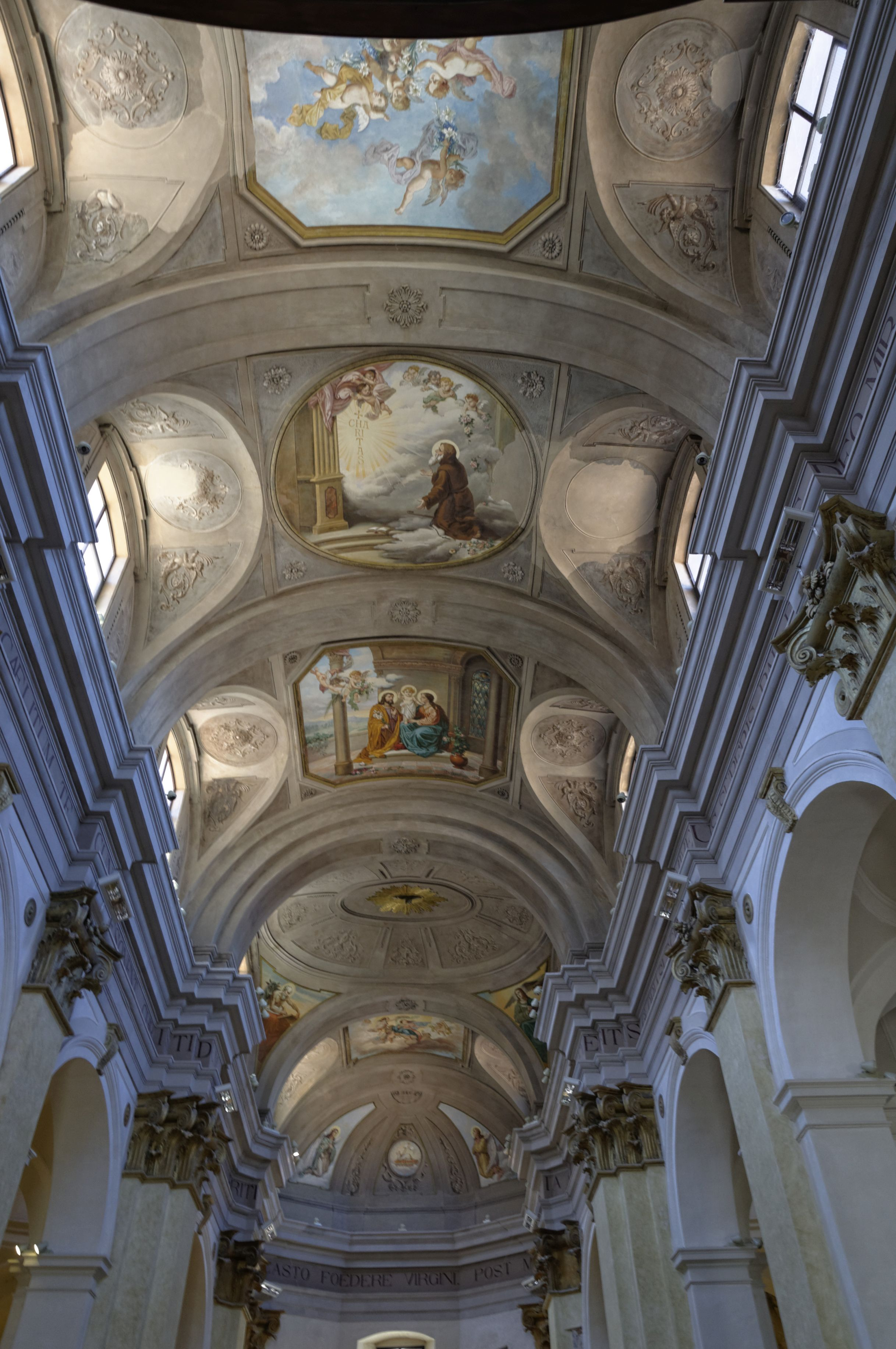
Interno della chiesa di San Biagio d'Amiterno, oggi Basilica di San Giuseppe Artigiano

- San Vittorino: è posto a confine meridionale con il locale Paganica, e d a sud di esso c'è il locale di Roio, che confluisce direttamente nella Piazza del Duomo. Il locale è delimitato dal moderno viale Sallustio, via Sassa, via Andrea Bafile, Corso Umberto I e via Burri come decumani, mentre i cardi sono via Annunziata, via Camponeschi, via Antonelli, via Teofilo Patini, via Marrelli e via Cavour. Le piazze principali sono Piazza Santa Margherita, Piazza Palazzo e Piazza Fontesecco; i monumenti sono molto cospicui: la chiesa di Santa Margherita, la basilica di San Giuseppe Artigiano, l'oratorio di San Giuseppe dei Minimi, la chiesa di Santa Caterina Martire, Palazzo Gaglioffi, Palazzo Benedetti, Casa Burri, l'ex chiesa di San Filippo Neri, il Palazzo Margherita, il Palazzo Pica Alfieri, il Palazzo Camponeschi, il Palazzetto dei Nobili, la chiesa della Beata Antonia e la casa museo Signorini Corsi.

- Arischia: piccolo locale posto a nord di Poppleto ed a sud di San Silvestro di Collebrincioni, è delimitato dalle parti nord di via Minuccio d'Ugolino e via Coppito, mentre il decumano è via Rustici. Aveva una chiesa, esistente sino ai primi anni 20 del Novecento, intitolata a San Benedetto d'Arischia, e demolita per delle costruzioni civili, a loro volta ridemolite per la costruzione di un grande complesso edilizio andato abbattuto dal terremoto del 2009.

- Cagnano - Scoppito: si trova nella zona ovest del quarto, verso Porta Barete, lungo via Roma. Le strade principali sono via Pretatti, via Santa Lucia, e il viale Duca degli Abruzzi, che taglia il locale in due tronconi. Diverse sono le strutture rinascimentali, che verso la campagna della porta si mescolano alle costruzioni moderne, ma edifici di particolare interesse non ve ne sono. Del locale originario di Scoppito non è rimasto quasi nulla perché constava in una chiesa oggi distrutta in mezzo alla campagna. Oggi l'area, che si trova a sud di Porta Barete, al termine di via XX Settembre, dove oggi si trovano gli Uffici Giudiziari ed i complessi edilizi di via dei Frentani, via dei Marsi e via dei Peligni, che costituiscono il quartiere popolare "Banca d'Italia".

- Barete - Pizzoli - Santanza: questi locali si trovano all'estremo nord del quartiere, nella zona ovest, al confine con il locale Collebrincioni del quarto Santa Maria. Da Porta San Lorenzo parte Barete, presso la porta omonima, poi Pizzoli presso la seconda porta e infine Santanza (o Sant'Anza dal nome dell'antica parrocchia di San Nicola in Anza oggi scomparsa). Anche qui si tratta di piccoli agglomerati oggi quasi del tutto scomparsi, ricoperti dall'edilizia moderna, dove di interesse c'è solo l'ex convento di Santa Lucia, oggi sede dell'Opera Salesiana Don Bosco. All'incrocio di via Roma con via Castiglione si trova la storica chiesa di San Paolo di Barete, mentre della chiesa fondata dai castellani di Pizzoli non v'è traccia. La seconda chiesa più importante, nel locale di Barete, è quella dedicata a Santa Croce. Presso Santanza ossia la zona delimitata dal viale San Giovanni Bosco e da via San Nicola d'Anza c'era una chiesa, dedicata proprio a San Nicola di Bari, demolita nel primo '900, di cui si conserva il portale conservato nella parrocchia di Santa Maria ad Antrodoco (Rieti)

- Porcinaro - Vio - Pedicino: sono tre piccoli locali posti a nord, presso l'ingresso di Porta Branconia, trasformati e ripopolati completamente negli anni '60. Non si segnalano elementi di interesse architettonico, se non la suddetta porta delle mura medievale. Delimitato dall'inizio del viale San Giovanni Bosco.

## Monumenti e luoghi d'interesse

### Chiese

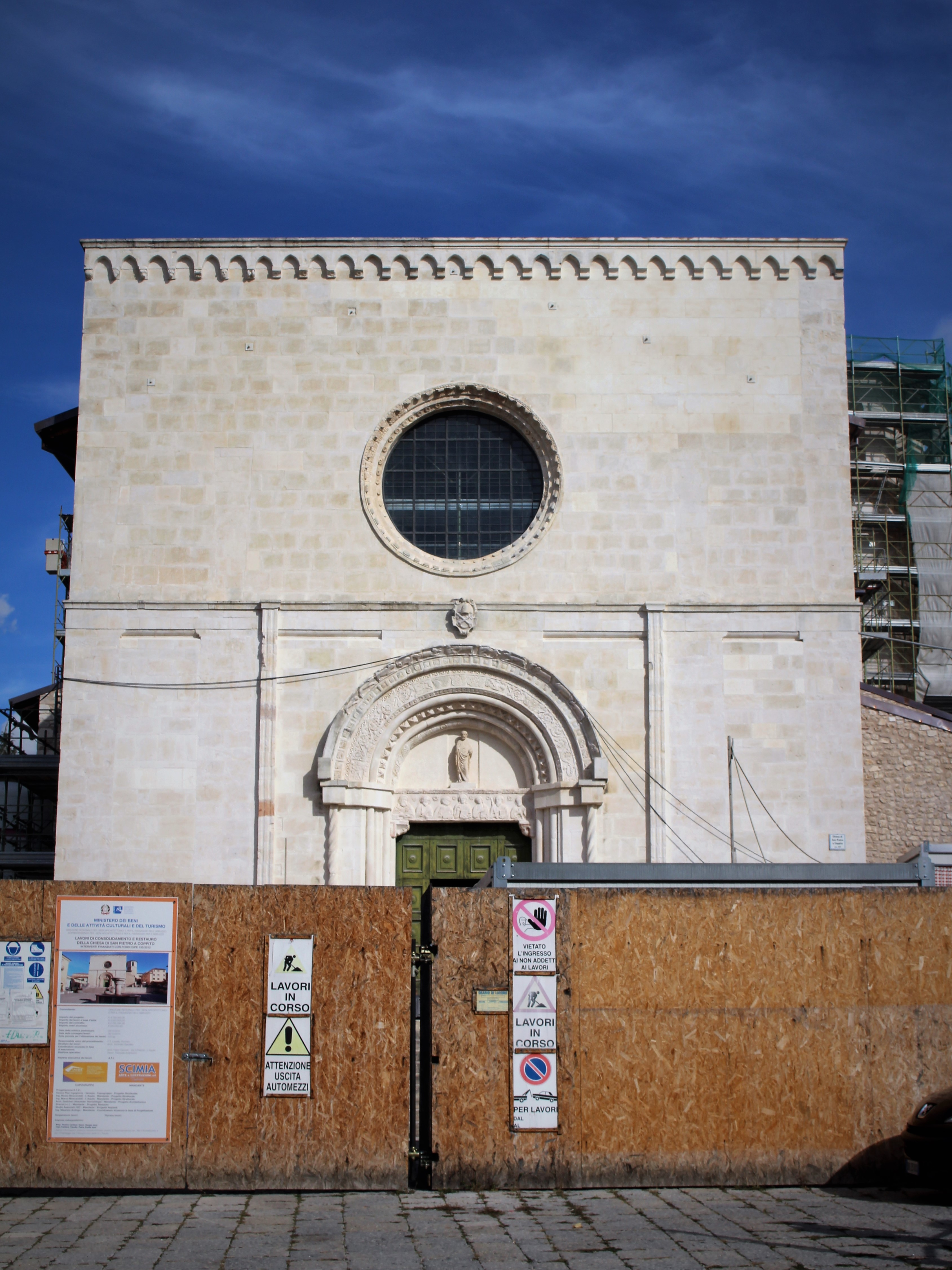
Facciata di San Pietro di Coppito (ristrutturazione 2017)

- Chiesa di San Pietro a Coppito: è la capoquartiere del rione, edificata dai castellani di Poppleto, il cui nome deriva dal "pioppo" che circonda le alture di Campo di Pile, e poi trasformato in "Coppito". La chiesa fu realizzata nel XIII secolo, rafforzando con il toponimo di provenienza il legame con l'antica parrocchia poppletana, come la chiesa di Santa Maria con quella di Paganica. L'aspetto medievale della chiesa è frutto di restauri della Sovrintendenza tra il 1969 e il 1971 ad opera di Mario Moretti, in occasione del quale sono state eliminate le decorazioni barocche ed effettuate delle ricostruzioni in stile.[5]La chiesa risale al 1257, e mantenne fino al 1703 l'aspetto medievale, salvo poi una ricostruzione barocco-neoclassica nel 1870 che trasformò radicalmente la facciata e l'interno, riducendolo a navata unica. Il soprintendente Mario Moretti negli anni '60 si occupò della ricostruzione ex novo della facciata, basandosi sul modello romanico delle altre chiese di Santa Giusta e Santa Maria Paganica, nonché San Marciano (già rifatta negli anni '40), contando sul fatto che le chiese romaniche aquilane avevano pressoché lo stesso modello della facciata quadrata a coronamento orizzontale, con portale strombato e rosone centrale. Anche l'interno venne smantellato dell'apparato neoclassico, con la restituzione delle tre navate ad arcate ogivali, e di affreschi rinascimentali prezzo le absidi.

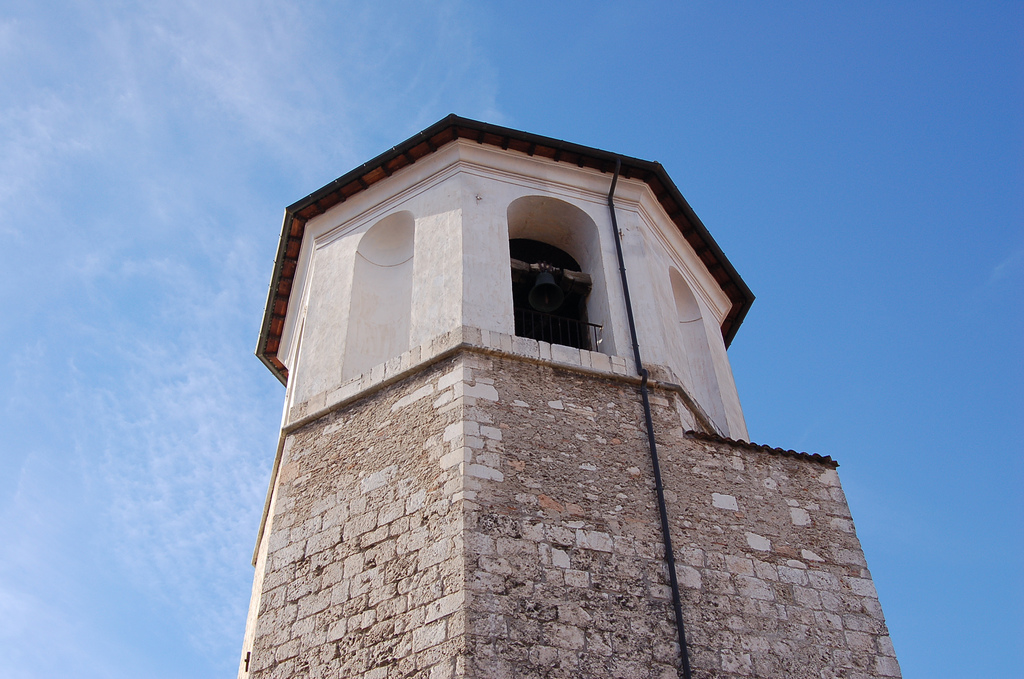
Il campanile ottagonale, crollato nel 2009 e ricostruito daccapo in stile originale nel 2017

Il portale romanico strombato del 1308 è una replica di quello di Santa Maria Paganica per la ricchezza e la decorazione delle cornici e delle colonne, e per il gruppo in rilievo del Cristo benedicente tra Apostoli. Nella lunetta inoltre c'è una statua di San Pietro con due leoni accanto, probabilmente materiale di spoglio dalla vicina Amiternum. La cornice del rosone è in parte originale, la facciata è a coronamento orizzontale con arcatelle pensili, l'impianto è basilicale con bracci del transetto sporgenti, e sulla destra sorge il campanile turrito a pianta ottagonale, mentre sul retro sporgono tre absidi poligonali. L'interno è a tre navate, con arcate ogivali, soffitto a capriate lignee; la navata di destra sembra essere la più antica della chiesa, che è stata una delle poche strutture ad essere rimaste in piedi dopo la distruzione di Manfredi di Svevia nel 1259. Un grande arco trionfale introduce in una specie di antitransetto sul quale si aprono altri tre archi trionfali, quello centrale impostato su due pilastri ottagonali, affiancato da un piccolo arco a sesto acuto, e da un altro arco mutilo. Le pareti mostrano affreschi del XV secolo, mentre nella parete absidale ci sono dei cicli più antichi del XIV sec. Sulla volta a crociera è raffigurata una serie di ritratti di Apostoli, e sulle pareti, divisi a scompari, i riquadri delle Storie di San Giorgio con didascalie informative in dialetto aquilano, come QN LU RE DEVEVA MANNARE LA FIGLIA A LU DRAU - QN. S. GIORGIU LIBERO LA TUSELLA DALLU DRAU. Nel sottarco del pilastro sinistro sono ritratti San Giovanni Battista, Sant'Elena e Santa Genoveffa, sulla parete sinistra del transetto ci sono affreschi rinascimentali della Natività, di Sant'Antonio abate e San Diacono e una "Fuga in Egitto". Nel vano del terzo arco ci sono altri affreschi della Madonna di Loreto tra santi (XVII sec), nell'edicola gotica alla sinistra dell'ingresso una "Madonna col Bambino tra santi" di Francesco da Montereale.

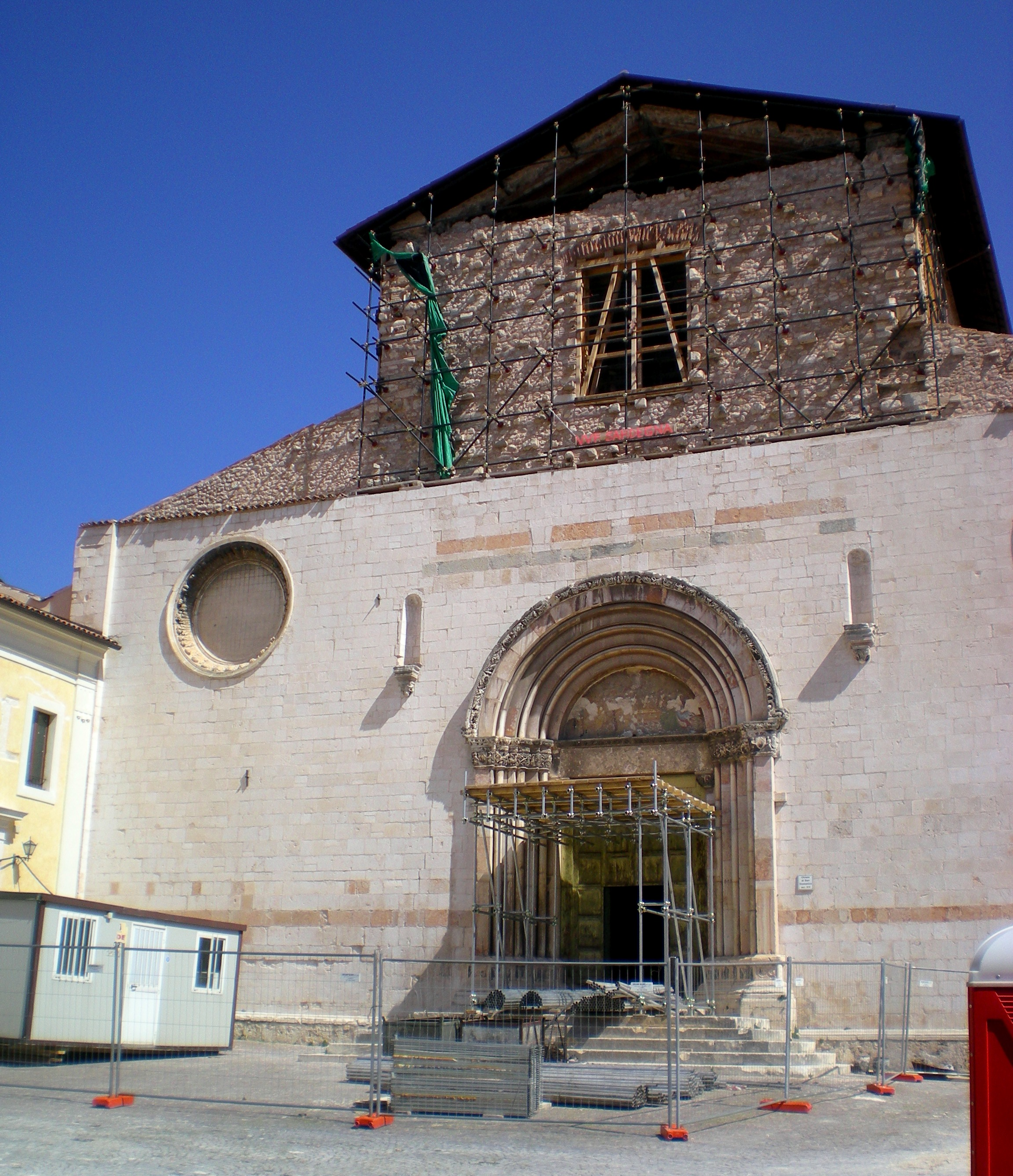
Chiesa di San Domenico nel 2009

- Complesso monumentale di San Domenico: è la chiesa più grande del centro storico, posta a sud di San Pietro di Coppito, in perfetta simmetria, realizzata nel 1300 circa, e donata da Carlo II d'Angiò ai Padri Domenicani, già presenti dal 1258. Il palazzo dei Domenicani, che affianca la chiesa nel 1809 fu adibito a carcere, ed ora a Corte dei Conti. Nel 1309, con l'inizio della costruzione, Carlo II personalmente pose la prima pietra, avendo fatto un voto nel 1288 quando era prigioniero degli Aragonesi. La chiesa non fu mai completata, rimasta incompiuta nel XV secolo, e seriamente danneggiata nel 1703, tanto che si ricorda l'episodio della seconda grave scossa, che fece crollare il soffitto sopra i fedeli in preghiera. Dell'edificio originario resta solo la muratura dell'impianto basilicale con bracci sporgenti del transetto, l'abside poligonale che all'interno ne racchiude altre cinque. La facciata bassa è l'elemento più interessante con il mirabile portale romanico-gotico strombato, con la cornice a colonna tortile, mentre due oculi ciechi lo affiancano. Sopra la cornice marcapiano la facciata è chiaramente incompiuta, con un solo finestrone centrale. Sulla sinistra si affaccia un posticcio campanile settecentesco, annesso all'edificio dei Domenicani. Molto ben conservato è anche il fianco destro su via Angioina, con un mirabile portale gotico del Trecento, con doppia cornice di rivestimento poggiante su colonne. L'interno è a triplice navata, realizzato nel 1712 da Pietro Piazzola, con arcate a tutto sesto scandite da pilastri in intonaco con paraste corinzie e trabeazione che corre per tutto il perimetro, e volte a botti lunettate. Presso il presbiterio si trovano cinque absidi, all'esterno caratterizzate dai robusti contrafforti tipici del gotico, con eleganti bifore slanciate. Alcuni frammenti di pittura lasciano intendere che la costruzione originaria fosse stata affrescata dal pittore aquilano Saturnino Gatti.

- Chiesa di San Pietro di Sassa: detta anche "San Quinziano di Pile", si trova in via Buccio di Ranallo. La chiesa storica di San Pietro venne distrutta nel 1703, e il locale di Sassa perse la sua parrocchia, trasferita nella nuova sede attuale che risale al XIII secolo. Di originale oggi resta la facciata trecentesca, poiché l'interno è stato rifatto dopo il 1703. In prima evidenza il campanile con base a torre, e poi concluso a vela, mentre il prospetto propone quello della chiesa di San Marciano nel quarto San Giovanni, ed entrambi si rifanno al disegno della chiesetta di Sant'Antonio abate fuori le mura: lo spazio è diviso da una cornice e da lesene, con portale romanico centrale strombato, e una finestra ad oculo nel settore superiore. Il trecentesco portale è coronato da colonnine con cornice a conci, mentre all'interno ha colonnine tortili, mentre l'architrave non ha decorazioni. L'interno barocco è a navata unica con stucchi, paraste corinzie per le cappelle, e trabeazione continua aggettante.

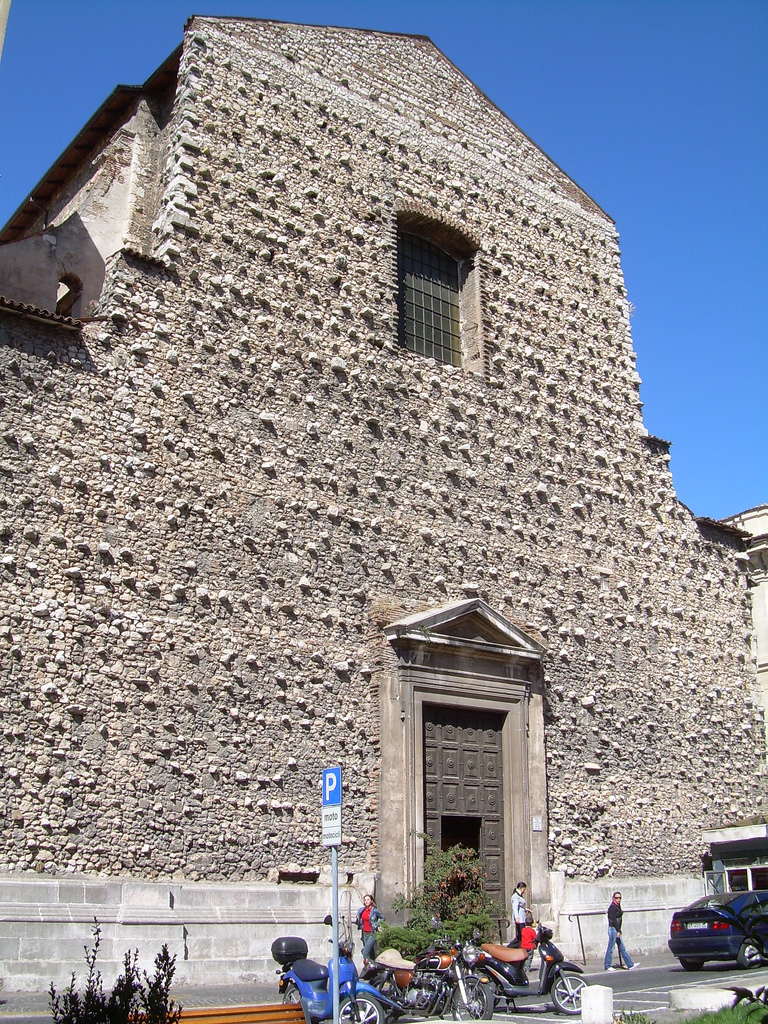
Santa Margherita

- Chiesa di Santa Margherita dei Gesuiti: si trova in Piazza Santa Margherita, lungo via Andrea Bafile, accanto a palazzo Camponeschi, storica sede del Collegio dei Gesuiti. Costruita nel 1636 demolendo la vecchia chiesa medievale, per volere dei Padri Gesuiti, costituisce l'unico edificio religioso del quartiere aquilano con annesso collegio ad essere sopravvissuto sino ad oggi. Il progetto di costruzione era davvero ambizioso, ma vari contrattempi ne impedirono il completamento, come si denota già dalla facciata: essa è rozza, mostrante ancora i dentelli per le impalcature, e solo il semplice portale architravato rende il contesto interessante. Il progetto prevedeva una pianta a croce latina con transetti e absidi; l'interno è molto più ornato dell'esterno. La pianta è rettangolare a navata unica, coperta da volta a botte, affiancata da tre profonde cappelle per lato, intermezzate da setti murari scanditi da coppie di paraste corinzie. Interessante è l'alternanza tra i vuoti delle cappelle e le parti del muro, articolazione nota come "travata ritmica".[6]Gli stucchi delle pareti della navata e delle volte delle cappelle creano una decorazione plastica che conferisce alla chiesa un notevole carattere barocco tra le varie chiese aquilane.

Arrangiata risulta l'abside, poiché costruita non seguendo il progetto originale; la parete è tripartita in verticale dalle medesime paraste presenti nel resto dell'aula, al centro vi è una nicchia contenente il Sacro Cuore, mentre le bande laterali sono quasi completamente riempite da due grandi dipinti incorniciati: Santa Margherita Alacoque e Beato Claudio de la Colombiére, influente nella diffusione del culto del Sacro Cuore. La controfacciata è occupata da un organo con cantoria a tre snelle arcate su esili colonne marmoree, realizzata nel 1717 da Gaetano Antonucci. Le cappelle sono molto decorate dagli stucchi tipici barocchi, e ospitano degli altari con delle tele. Degna di nota è la cappella di Sant'Ignazio con la tela di Gregorio Grassi e gli affreschi di Girolamo Cenatiempo.

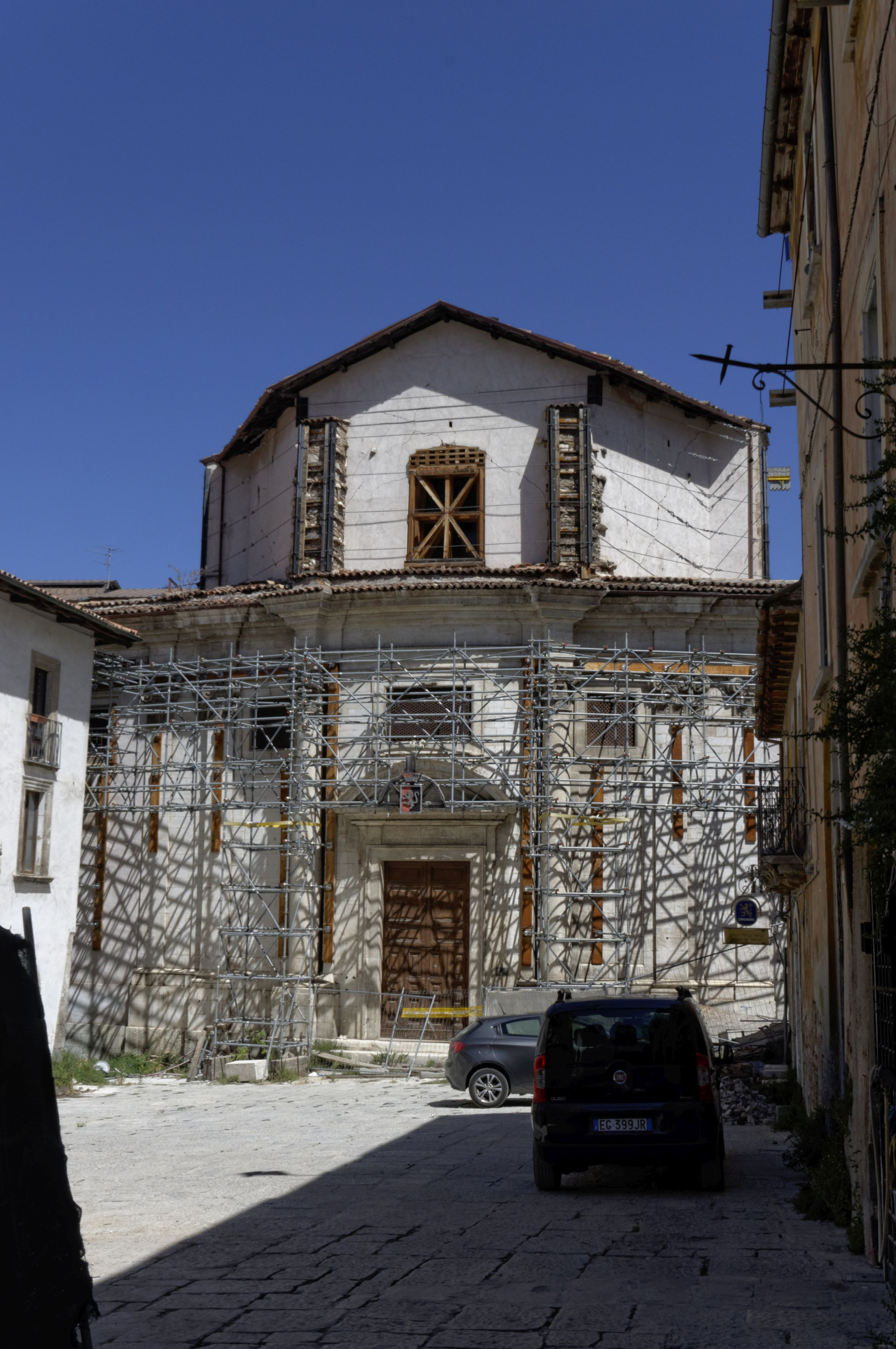
Santa Caterina d'Alessandria

- Chiesa di Santa Caterina d'Alessandria: si trova fronte alla basilica di San Giuseppe Artigiano in piazza san Biagio. Costruita nel 1357 per volere delle benedettine provenienti da contrada San Vittorino. La chiesa attuale si presenta come una ricostruzione barocca del dopo terremoto 1703, su progetto di Ferdinando Fuga, e consacrata nel 1752. Dal 1935, fino all'istituzione del Museo Nazionale d'Abruzzo fu sede del Museo Diocesano nell'ex convento. La chiesa ha una pianta circolare con la movimentata facciata conclusa solo nella parte inferiore, inquadrata da lesene e paraste a colonna con capitelli corinzi. Il semplice portale ha un timpano curvilineo. L'interno ellittico ha quattro bracci che compongono una croce greca, sopra il cui fuoco sorge la cupola. A fianco possiede un palazzo, antica sede del monastero, con chiostro quadrato decorato da ordine di arcate, in restauro per affidarlo a spazio culturale.

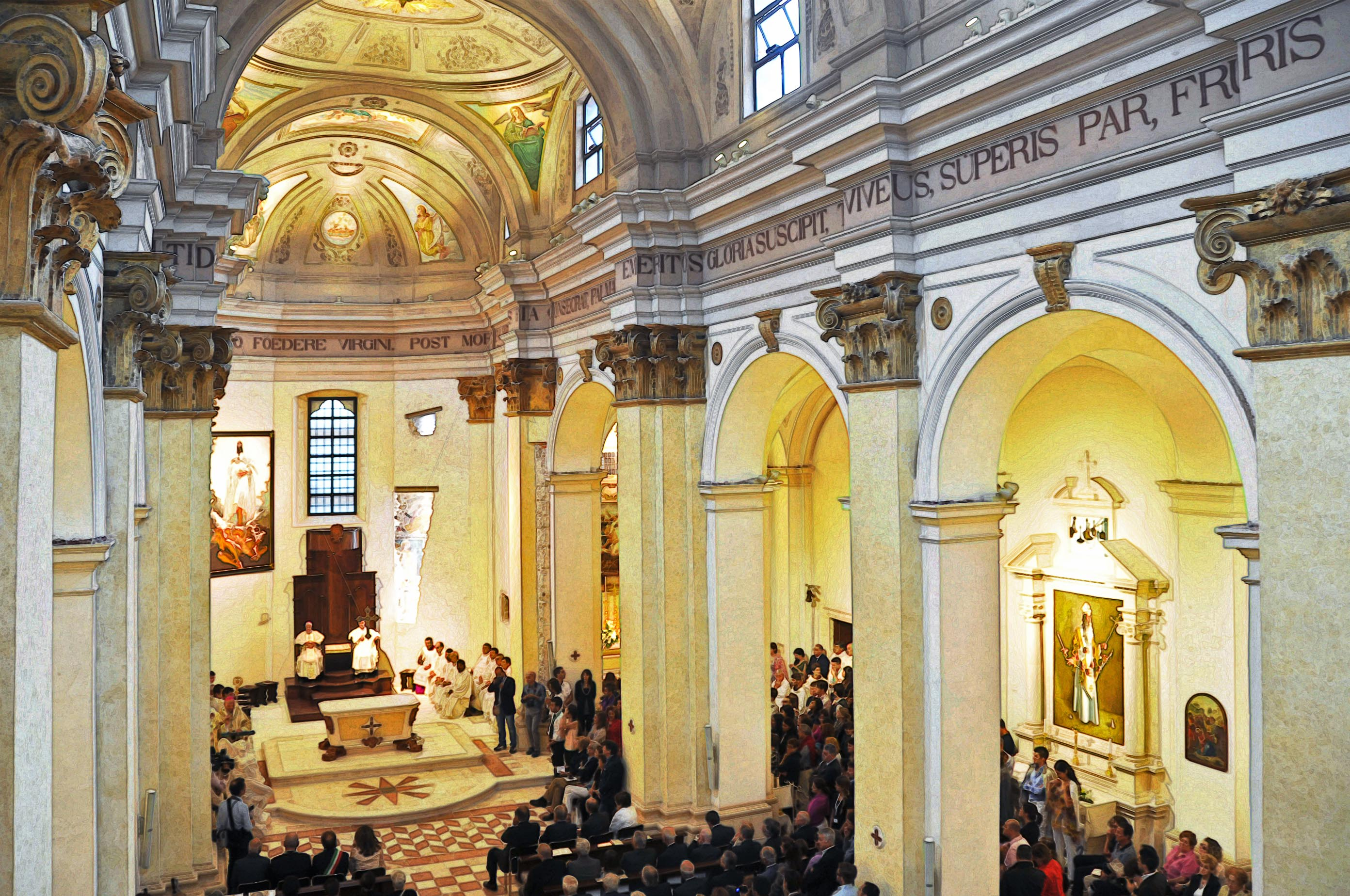
Interno della Basilica di San Giuseppe Artigiano

- Basilica di San Giuseppe Artigiano: sorge in via Sassa, fino al 2013 nota come "San Biagio d'Amiterno" o San Vittorino, edificata dai castellani dell'omonimo borgo, e riconsacrata con nuovo titolo dopo il restauro post sisma 2009, è una delle poche chiese oggi accessibili del centro. La vicenda edificatorio di "San Biagio, posta nel locale di San Vittorino, a due passi dalla Cattedrale su via Roio, affiancata dall'oratorio di San Giuseppe dei Minimi, è intimamente legata alla fondazione della città, e alle attività ricostruttive successive per via dei terremoti. Nel corso della prima guerra mondiale la chiesa divenne magazzino dei soldati, e successivamente venne sconsacrata per essere un deposito di mercati, fino ai restauri cospicui dopo il 2009, che l'hanno riportata allo stato originario. La chiesa si affaccia su via Sassa dai castellani di Amiternum, presso l'area espansiva del Duomo, mantenendo un'autonomia giurisdizionale nell'ambito religioso. La chiesa precedente la distruzione del 1259 si trovava in un locale diverso, e con la nuova ricostruzione del 1266 fu traslata verso Occidente, come dimostrano i resti di un'antica chiesa presso il palazzo adiacente[7]. L'aspetto medievale oggi è andato completamente perduto dopo il disastroso terremoto del 1703, quando la chiesa fu ricostruita ex novo, ruotando l'asse longitudinale in corrispondenza del trasversale d'origine. Originale, che crea un collegamento con la sua storia antica, è il monumento equestre a Pietro Lalle Camponeschi di Gualtiero d'Alemagna; l'interno oggi è suddiviso in tre navate con volte a botti lunettate, progettate da Francesco Bedeschini. Dopo il 1703 l'antico oratorio della Madonna del Suffragio, presso l'attuale San Giuseppe dei Minimi, si spostò in piazza Duomo nell'attuale chiesa delle Anime Sante, e la chiesa di San Biagio venne riedificata daccapo con tre absidi semipoligonali, secondo uno schema della basilica inconsueto per il periodo dei grandi restauri in stile gesuititico, non rispettato neanche dalle ricostruzioni delle chiese di San Domenico e San Silvestro. Di medievale nella chiesa si trovano anche alcune tombe di vescovi, il pavimento originale in pietra, qualche affresco presso l'altare, tra cui il ritratto di San Biagio vescovo, mentre per il corredo di tele nel 2012 fu chiamato Giovanni Gasparro, opere davvero originali nel progetto di ricostruzione e restyling del centro storico, che ben si collegano con la tradizione antica.

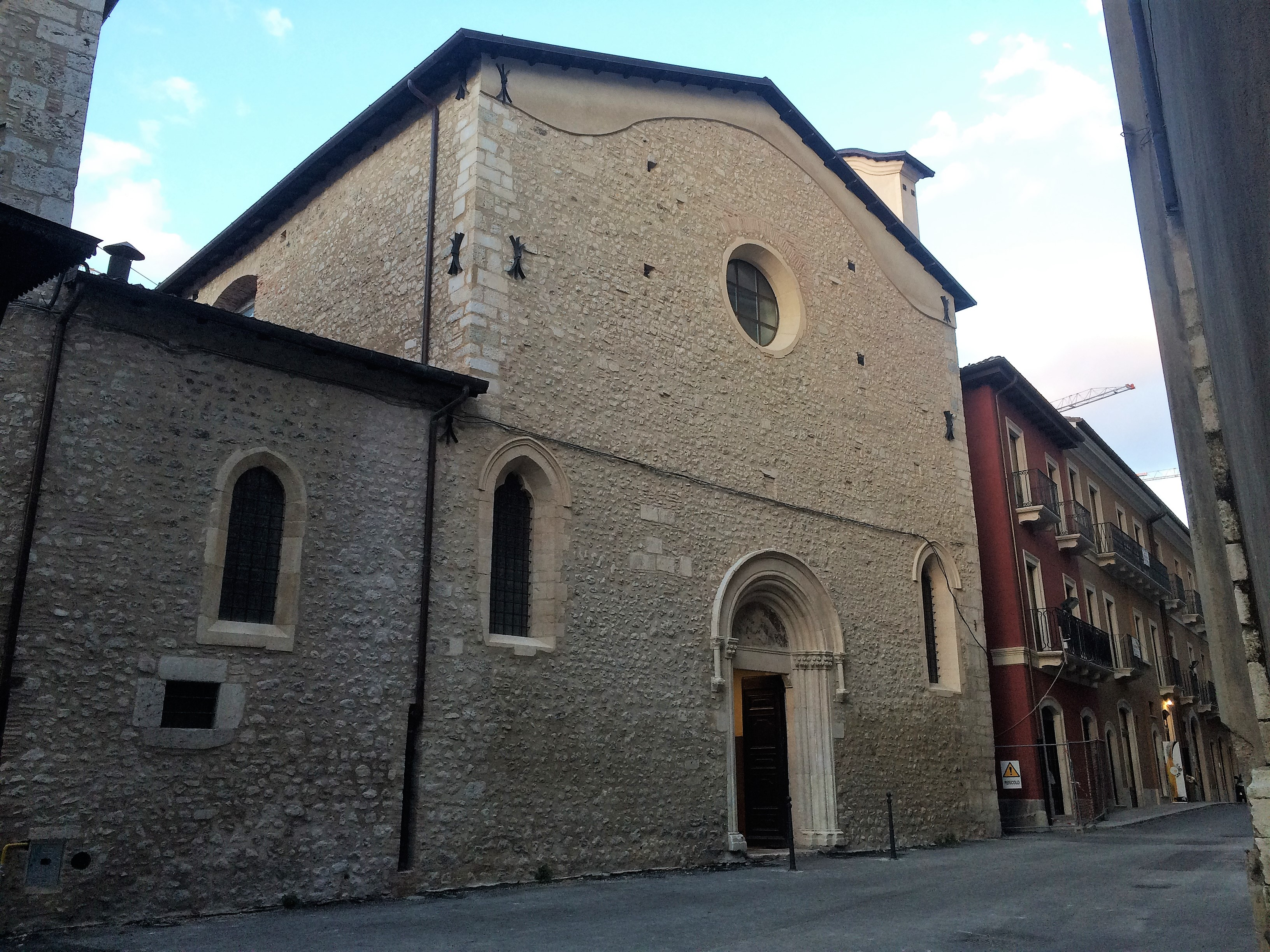
San Giuseppe dei Minimi

- Oratorio di San Giuseppe dei Minimi: si trova su via Roio, attaccato alla basilica di San Giuseppe Artigiano. Risale al 1646, quando una parte della vecchia chiesa di San Biagio venne ceduta alla Confraternita del Suffragio, mantenendo dell'antica fabbrica medievale le due monofore ogivali e il portale trecentesco, ancora oggi presenti sulla facciata. L'interno, già in ricostruzione per ampliamento, subì una nuova ricostruzione dopo il 1703, quando nel 1708 i due altari ebbero la concessione di spostamento, vennero traslati nella nuova chiesa di Piazza Duomo nel 1719. La piccola chiesa di via Roio fu venuta alla Confraternita dei Minimi nel 1819, che l'acquistò insieme alla cadente chiesa di San Biagio, e restaurata completamente da Giovan Francesco Leomporra, architetto della chiesa delle Anime Sante. Anche la facciata fu intonacata in stile barocco, ma smantellata già nei primi anni del '900 e restituita allo stato medievale. Prima del 1930 l'interno era senza una volta, e con gli interventi di Alberto Riccoboni vennero rimosse le forme barocche della facciata, e costruito l'arredo tardo-barocco interno in cemento. La volta attuale è a botte lunettata, mentre sui lati si trovano piccole nicchie per gli altari. Fino al 2017 la chiesa ha ospitato il sarcofago di Celestino V, prima di tornare nella restaurata Basilica di Collemaggio.

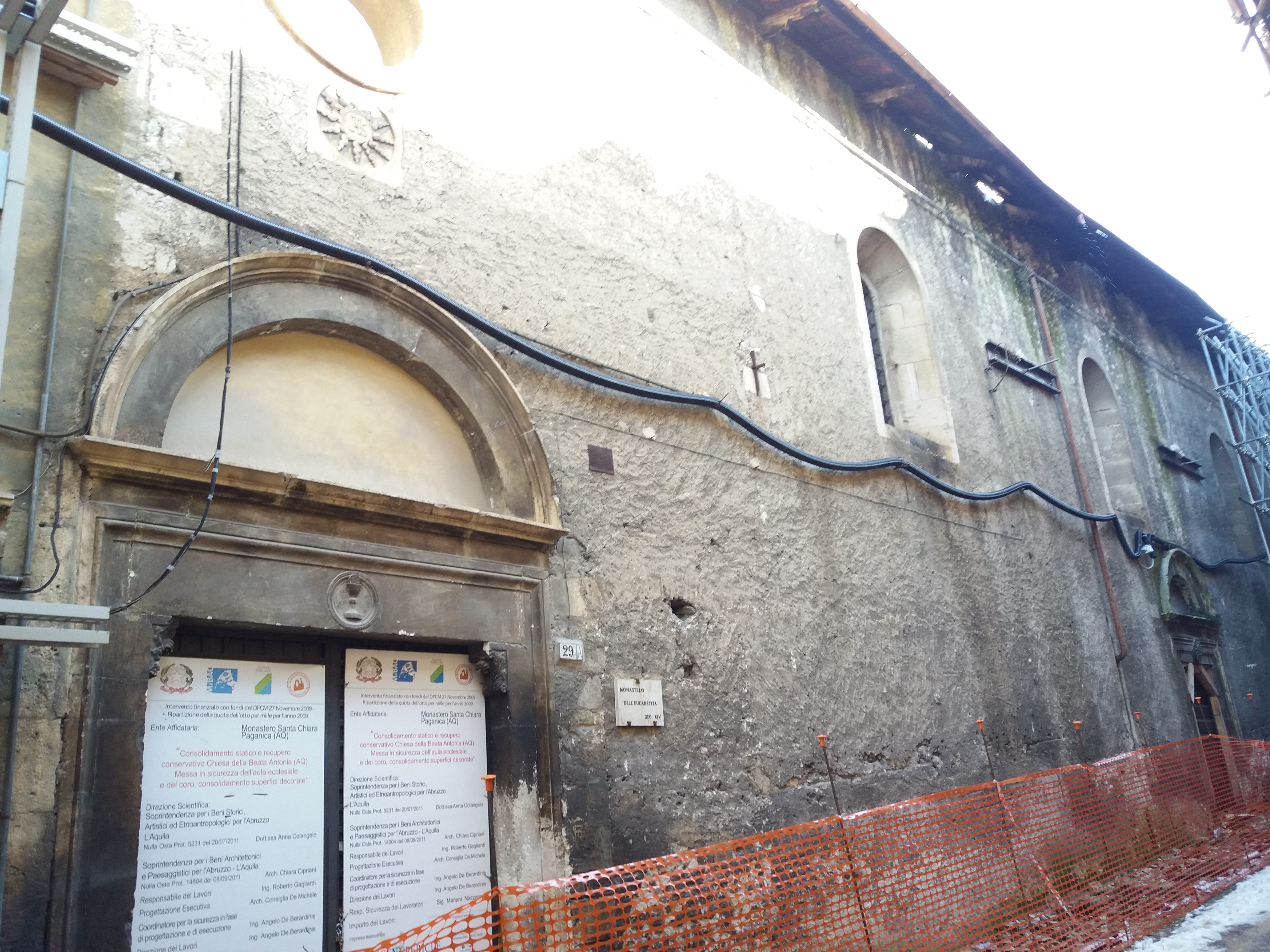
Monastero della Beata Antonia

- Monastero de Corpo di Cristo o della Beata Antonia: il monastero si trova nel rione San Pietro, tra via Sassa e via Sallustio, fondato nel 1349 per volontà testamentario di Giacomo Gaglioffi, che cedette il palazzo alla monaca dell'ordine delle Clarisse. Nel 1447 San Giovanni da Capestrano lo affidò ad Antonia da Firenze, che come badessa lo guidò per sette anni, fino alla morte. Il corpo della Beata Antonia restò nel monastero fino al 2006, quando fu trasferita nel convento di Santa Chiara in contrada Paganica. dopo 6 anni dal terremoto, la salma per la ricostruzione della chiesa è stata ritrasferita all'Aquila. Fino all'800 il monastero visse un tranquillo periodo, finché con le soppressioni monastiche dei francesi, iniziò a subire le prime mutilazioni, come la demolizione degli archi medievali del ponte che unica il convento all'ospedale, attuale ex Conservatorio musicale "A. Casella"; nel 1941 ci fu l'abbattimento di parte del chiostro per realizzare la moderna via Sallustio. La facciata risale al '400, caratterizzata da un semplice portale, con lunetta ornata da un dipinto di San Francesco che riceve le stimmate. Il monastero ha pianta rettangolare, con interno a navata unico decorato da massicce volte a crociera, che poggiano su capitelli pensili rinascimentali. Lo spazio è ripartito in due ambienti distinto: l'uno riservato alle monache e l'altro ai fedeli. Il muro divisorio reca una grata che permetteva alle monache di seguire all'interno le funzioni religiose. Il coro, interamente affrescato e composto da 97 stalli, è opera di maestranze milanesi, e datato 1516.
All'interno della chiesa si trovano invece affreschi rinascimentali di Paolo Cardone, Andrea De Litio e Francesco di Montereale. Del De Litio c'è l'Adorazione del Bambino; mentre presso il parlatoio, ancora conservato, si trova l'affresco della Madonna col Bambino e Sant'Ansano.

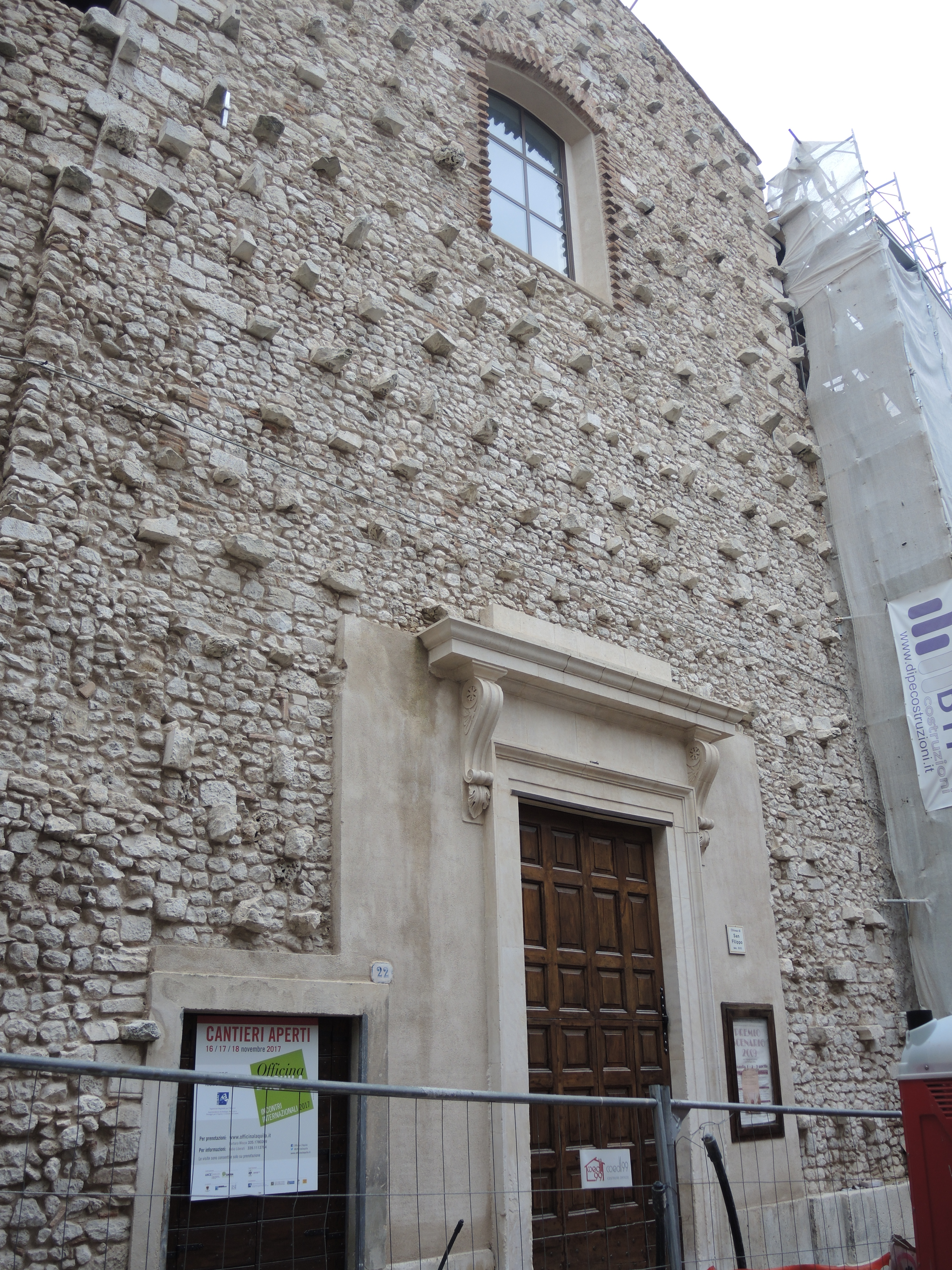
Ex chiesa di San Filippo

- Ex chiesa di San Filippo Neri: si trova nei pressi della chiesa di Santa Caterina, in via Cavour. Fu iniziata nel 1637 e terminata vent'anni più tardi, anche se la facciata, come quella di Santa Margherita, fu lasciata incompiuta. Anche questa chiesa fu profondamente influenzata nella sua edificazione dal brocco romano, secondo lo stile delle congreghe del XVII secolo. Il completamento e la decorazione si protrassero anche dopo il 1703. Fu realizzata per questo la cupola ellittica dal 1708, poi le cappelle laterali e l'altare maggiore e altri due altari laterali presso il transetto. Il nuovo impianto ha un asse traverso, con due cappelle laterali e presbiterio a cupola, il modello di costruzione è la chiesa di San Pantaleo di Roma dell'architetto De Rossi (1680). Tuttavia l'apparato decorativo aquilano risente molto del manierismo cinquecentesco, come lo slancio degli elementi della cappella, che le impedisce una continuità con l'abside. Gli altari invece sono pienamente barocchi, i due collocati nel transetto e i quattro nelle cappelle, accomunati dall'elemento decorativo del coronamento a timpano spezzato curvilineo. L'altare maggiore è del 1715, intriso di elementi tardobarocchi, ha pianta ad andamento concavo, colonne binate e una cura della zona superiore: indubbia è la mano dei seguaci di Carlo Fontana, come Sebastiano Cipriani, che si occupò della ricostruzione della Cattedrale, Carlo Buratti e Francesco Fontana. La chiesa ha un piccolo oratorio dei Filippini e prima del 2009 era usata come sede del "Teatro L'Uovo", sconsacrata, ma mantenendo ancora l'aspetto di luogo di culto. Nel 2017 è stata restaurata.

- Chiesa di San Paolo di Barete: la chiesa risale al XIV secolo e si trova lungo via Roma, anche se prima del 1349 doveva già esistere un precedente tempio, eretto dai castellani di Barete, ispirandosi alla chiesa longobarda omonima nella zona cimitero. L'orientamento della chiesa medievale era diverso da quello attuale, poiché fu ricostruita dopo il 1703: la facciata si apriva sul lato opposto all'attuale settecentesca su via Roma. La monofora medievale presso l'attuale infatti testimonia che si trattava della zona absidale. L'impianto è quadrangolare a navata unica, con tracce di parti medievali nelle finestre laterali gotiche. La facciata attuale ha un portale architravato assai semplice del 1736 (presso la lunetta c'è un rilievo dell'apostolo benedicente col Vangelo), in asse con un finestrone centrale, e termina con architrave triangolare. A sinistra si trova il piccolo campanile a vela, distrutto nel 2009 e ricostruito nel 2016.
Dunque la chiesa ha impianto a croce greca con volte a botte interne, e presso il fuoco dei bracci una calotta a falsa cupola.

- Ex monastero di Santa Teresa del Bambino Gesù: si trova presso via Roma, nelle vicinanze del locale San Pietro di Coppito. Era sede, dopo che il monastero fu soppresso, dell'associazione dei Solisti Aquilani del "Teatro Stabile d'Abruzzo": questo prima del 2009, dopo che in seguito alla sconsacrazione nel 1860 era stata sede di una scuola. Fu fondato dalla congregazione di Santa Teresa d'Avila e Sant'Orsola nel 1672: il complesso ha forma rettangolare di dimensioni in pianta 39x37 metri e si sviluppa su due livelli fuori terra, attorno a tre cortili interni. Esso è delimitato su tre lati dalle strade di via Roma, via Santa Teresa e via Barete, e su un lato dal Palazzo Vastarini Cresi. Nel corso dei restauri dopo il 2009, si sono fatte varie scoperte, come i diversi strati murari tra loro paralleli, un cambio di direzione delle facciate su via Roma e via Santa Teresa, i cortili decentrati e concentrati in adiacenza del vicino palazzo nobiliare, dove si trovano un casotto con pilastri e un blocco di stanza di profondità molto inferiore rispetto alle altre verso via Roma. La facciata è stata ruotata proprio su questa via, in perfetta posizione ortogonale, le stanze che formano il blocco adiacente a Palazzo Vastarini hanno avuto un comportamento differente rispetto alle altre; sono crollate porzioni di volta proprio in corrispondenza del cambio di direzione del fronte su via Roma su cui si attestano. La porzione d'angolo che ha mantenuto l'orientamento originale è stata quella meno interessata da un cinematismo di ribassamento di facciata sul fronte di via Roma. Tracce della storica chiesa oggi sconsacrata sono evidenti in una grande aula scandita da lesene ed arcate trasversali con l'ingresso sul lato corto di via Santa Teresa, opposto al presbiterio. Il presbiterio era coperto da una volta con pennacchi a stucco e presentava tre finestre con decorazioni.

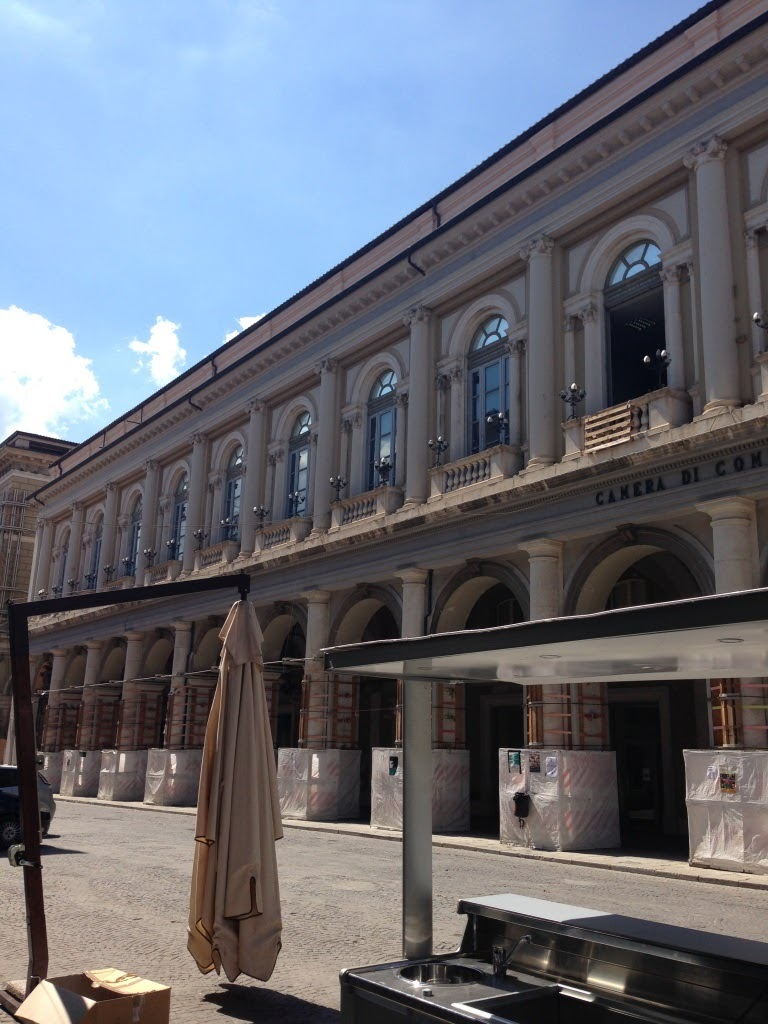
Il Palazzo della Camera di Commercio (sul corso Vittorio) e del Convitto Nazionale (sul corso Umberto), ricavati dal convento di San Francesco

- Ex Convento di San Francesco a Palazzo e cappella dell'Immacolata Concezione: il convento dei Francescani fu fondato dentro le mura nel 1254 circa, e vent'anni più tardi era pienamente operativo. Venne ricostruito dopo il 1703, sconsacrato con le leggi piemontesi dopo l'Unità, e profondamente modificato nell'aspetto, poiché oggi è la sede del Palazzo del Convitto in corso Vittorio Emanuele,  all'incrocio col corso Umberto I, che fino al 2009 ospitava la Biblioteca provinciale Salvatore Tommasi e il Liceo classico "Domenico Cotugno". Dell'antica struttura sopravvivevano fino al 1878, e poi fino ai primi del '900 ancora alcuni elementi religiosi, come il chiostro ad archi sul corso (poi sopraelevato negli anni '20), mentre oggi, a parte il refettorio, il campanile, o la sala di lettura della ricca biblioteca, realizzata sopra quella conventuale, gli unici elementi che creano un collegamento con la tradizione francescana aquilana sono la cella di San Bernardino da Siena che vi morì nel 1444, e la piccola chiesetta dell'Immacolata Concezione, in stile barocco con pianta a croce greca, che si affacciata sui portici del corso Vittorio Emanuele. Il convento aveva affaccio sul corso, dove si trovano monumentali portici, la chiesa invece si affacciava su Piazza del Palazzo, completamente trasformata nell'edificio della biblioteca. L'esterno del Convitto è in stile neoclassico, con ingresso presso il corso Umberto, da Piazza del Palazzo, mentre l'interno è decorato dal dipinto del Gregge di pecore e l'aquila del Gran Sasso di Teofilo Patini (1882) presso l'aula magna. La biblioteca dedicata a Salvatore Tommasi, aperta già del 1846 e temporaneamente allestita a Bazzano, ospita 250.000 volumi, inclusa la prima stampa delle Vite parallele di Plutarco del 1482 di Adamo da Rotweill, discepolo di Gutemberg.

- Chiesa di Maria SS. Annunziata: è posta lungo la via Annunziata all'incrocio con via Bafile, si affaccia presso l'ex Palazzo sede del Rettorato dell'Università (Palazzo Carli). Risale al Medioevo, ma fu cambiata dopo il 1703, e danneggiata dal terremoto del 2009. Ha pianta leggermente rettangolare, poiché molto piccol, terminante con abside semicircolare. La facciata settecentesca è incorniciata da due paraste laterali con capitello dorico. Il portale ha un timpano curvilineo ornato da fiori a girale.

- Ex convento di Santa Lucia: si trova presso il viale San Giovanni Bosco, oggi sede dell'Opera Salesiana Don Bosco. Fu fondata nel XIII secolo come monastero delle Benedettine dell'ordine di Celestino. Negli anni '50 il complesso, andando in gestione ai Salesiani, è stato profondamente e sciaguratamente rinnovato in stile moderno, eccezione per la chiesa, i cui fasti sono visibili anche in fotografie storiche. L'interno ovviamente è barocco, del dopo sisma 1703, a navata unica, con cappelle laterali divise da paraste corinzie, sormontate da trabeazione e da volte a botte lunettate. Sulla destra si trova una cappella più profonda, l'altare maggiore è ornato da una grande cornice in travertino incassata sul muro, con una nicchia centrale per la statua, affiancata lateralmente da una coppia di colonne con capitelli compositi, mentre la cima della cornice ha una tela ritraente il Martirio della santa.

- Chiesa di Santa Croce: posta lungo via Roma, e probabilmente fu costruita dai castellani di Lucoli. La chiesa si trova presso Porta Barete (o Romana), e risale al XV secolo, anche se l'aspetto attuale è settecentesco, con poche porzioni medievali del convento demolito nell'Ottocento, quando gli ordini furono soppressi. La chiesa ha un aspetto molto semplice e sobrio, a pianta a croce greca. Dopo il terremoto del 2009, la chiesa attende ancora lavori di restauro, nonostante l'interessamento di varie associazioni aquilane per istituire un parco archeologico, quando venne riscoperta nel 2014 la Porta Barete, seminterrata durante il fascismo.

- Cappella di Santa Maria Assunta dei Nobili: piccola cappella posta all'ingresso laterale del Palazzetto dei Nobili su via Camponeschi. L'ingresso è dato da un portale con architrave barocca a timpano triangolare, mentre l'interno a navata unica è molto raccolto e intimo.

- Cappella dei Convittori del Collegio Camponeschi: si trova nel Palazzo Camponeschi, antica sede del Collegio dei Gesuiti di Santa Margherita. Risalente al post 1703, ha navata unica con volta a botte decorata da pennacchi in stucchi a motivi geometrici e vegetali, il perimetro è scandito da arcate che fungono da contrafforti, fino all'altare, con un'icona di Santa Margherita. All'altezza della volta precedente l'altare si trova un affresco dell'occhio di Dio circondato dai raggi del sole, e irradiato appositamente dalla luce che proviene da due bifore di sinistra.

### Architettura civile

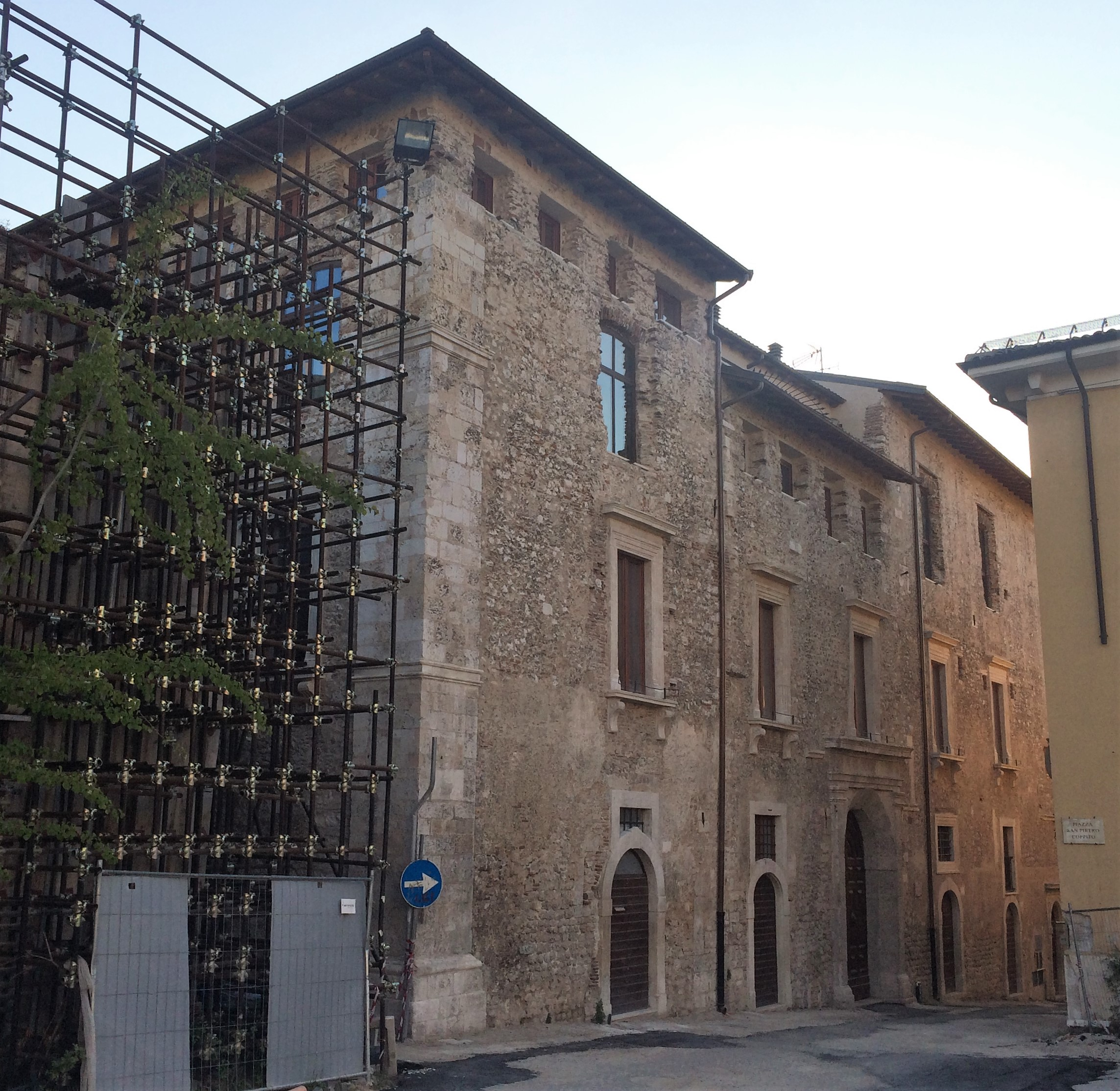
Palazzo Vastarini Cresi

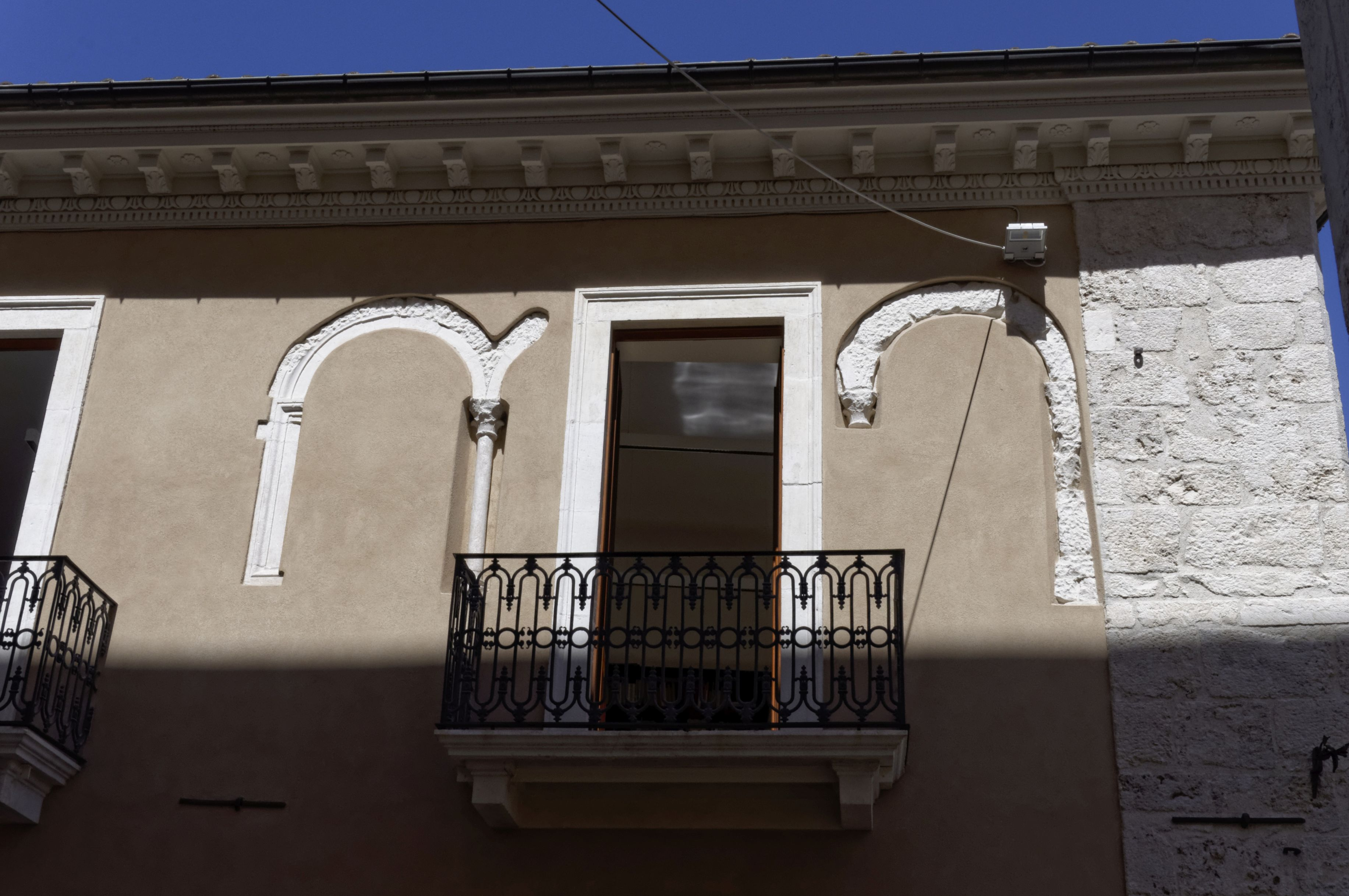
Casa di via Sassa

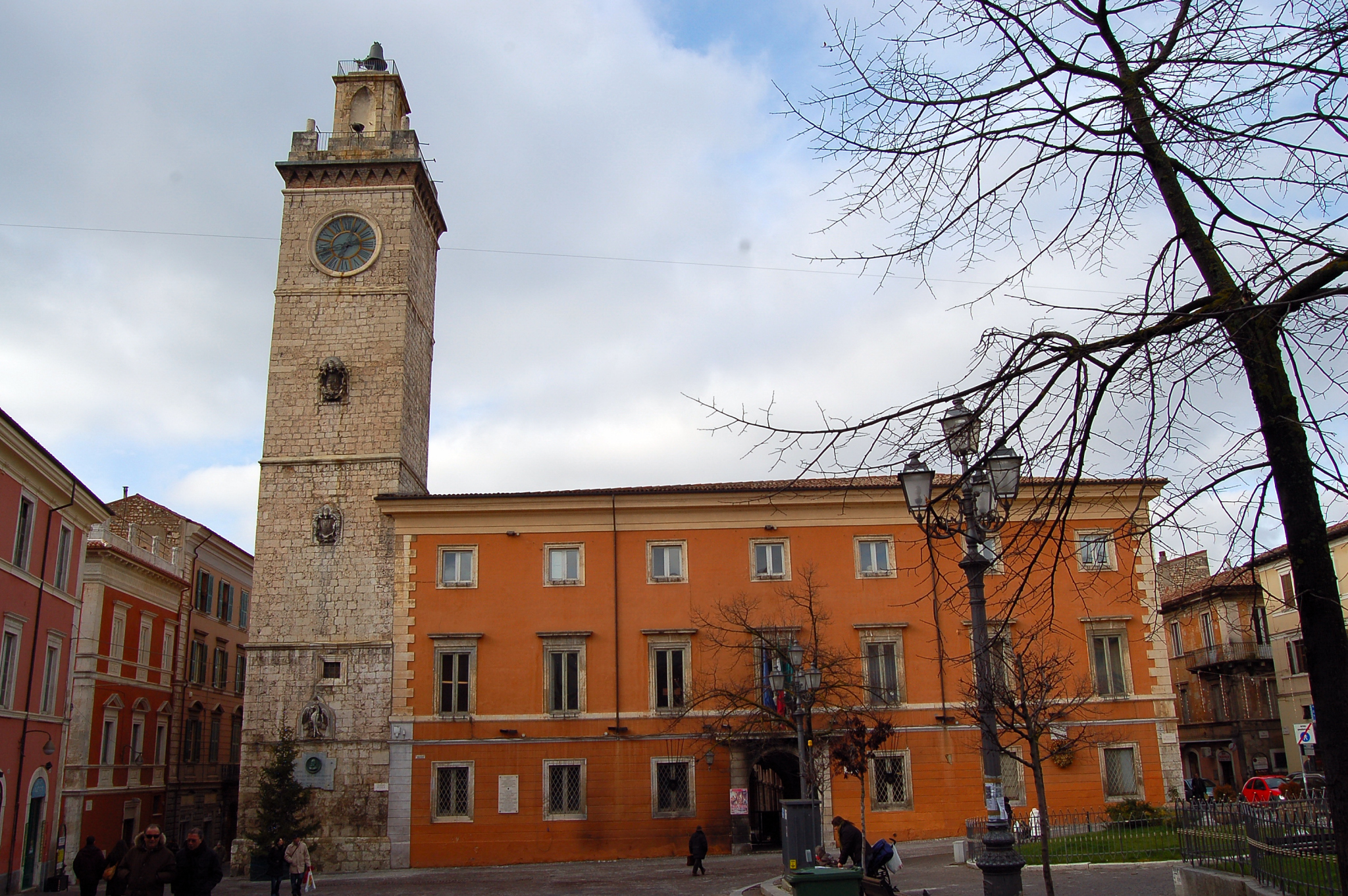
Palazzo Margherita prima del 2009

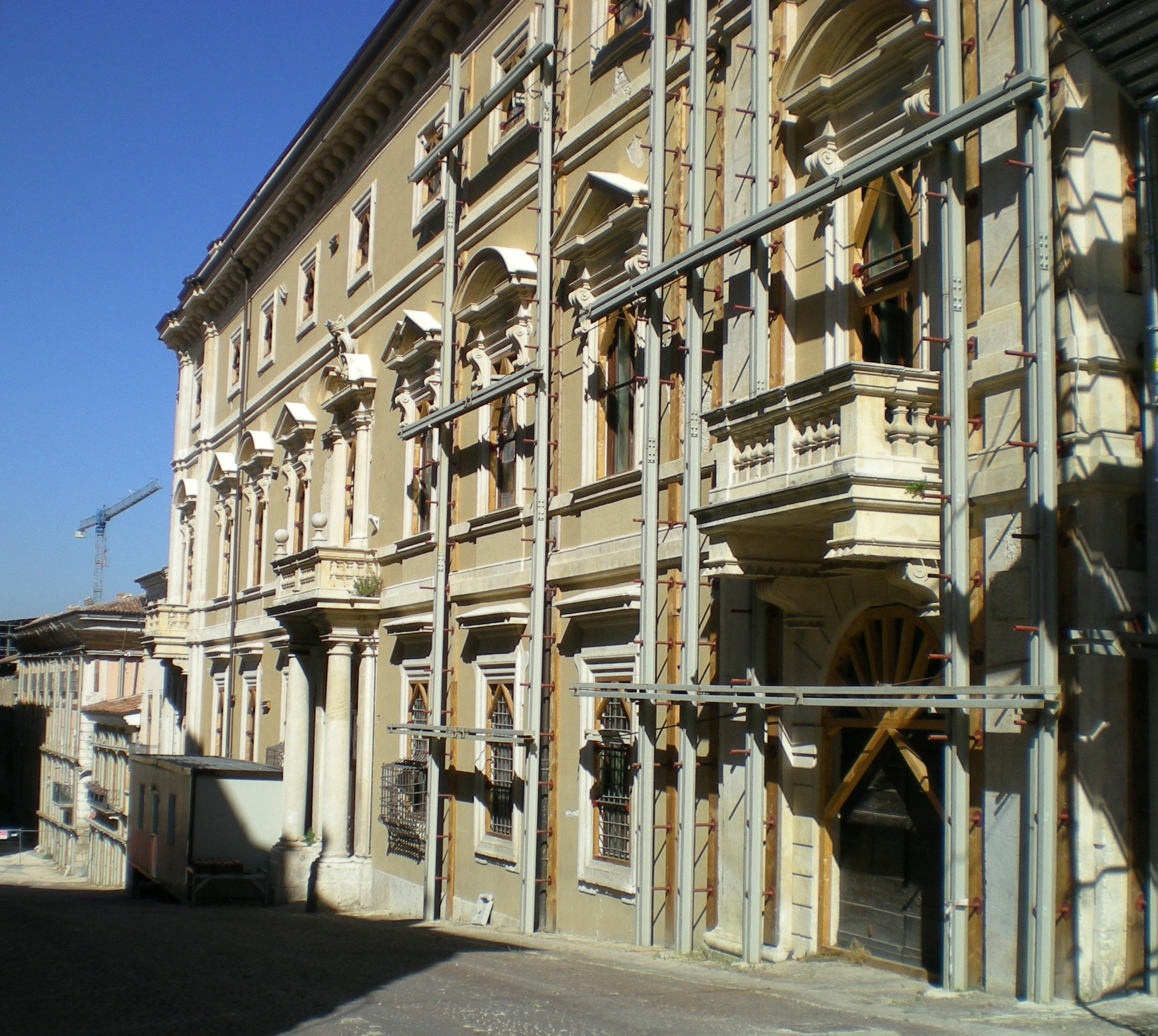
Palazzo Quinzi nel 2009

- Palazzo Pica Alfieri: si affaccia su Piazza Santa Margherita ed è uno dei palazzi settecenteschi più interessanti della città. Risale al XV secolo, costruito dalla famiglia Colonna, nel 1685 fu di proprietà di Maffeo Barberini, acquistato poi da Ludovico Alfieri per 1700 ducati e ricostruito quasi totalmente dopo il 1703. Fa parte delle prime testimonianze del barocco aquilano in campo architettonico, insieme a Palazzo Quinzi, stile che arriverà al massimo splendore con la realizzazione di Palazzo Centi in Piazza Santa Giusta. Il Palazzo Alfieri venne rinnovato da Francesco Fontana, con ristrutturazione degli interni e successiva realizzazione della nuova facciata nel 1785, anno dopo il matrimonio tra Eusebia Alfieri e Giannantonio Pica. Il palazzo fronteggia il palazzotto della Congregazione dei Nobili, accanto alla chiesa di Santa Margherita: la facciata principale, opera di Pietropaolo Porani del 1726, è tripartita e caratterizzata da una balconata sorretta da quattro colonnine, e sovrasta i due portali maggiori di accesso.

- Palazzo Quinzi: situato su via Andrea Bafile, l'edificio è una ricostruzione del 1715 di un antico palazzo, il cui progetto sarebbe di Francesco di Accumoli, allievo di Carlo Fontana. Completato nel 1888 da Carlo Waldis, costituisce un mirabile esempio di barocco aquilano misto ad arte neoclassica: la facciata principale, chiusa da un cornicione, è tripartita con le finestrature che presentano timpani triangolari, curvilinee spezzati; significative le mensole di sostegno delle tre balconate e il protiro che caratterizza l'ingresso principale.

- Palazzo Margherita: è uno dei palazzi simbolici della città, sorgente in Piazza del Palazzo, lungo il Corso Umberto. Il palazzo esisteva già nel XV secolo come sede del Capitano di Giustizia, ma fu profondamente modificato con l'arrivo di Margherita d'Austria nel 1572. Architetto del progetto fu Girolamo Pico Fonticulano, il quale realizzò il progetto venendo pagato 17.000 ducati. Venne completamente cambiata la prospettiva su Piazza Duomo, poiché la struttura sarebbe dovuta diventare sede del potere civico. Tuttavia gran parte dell'esterno è stata nuovamente rimaneggiato dopo il terremoto del 1703, con la costruzione di una nuova facciata tra il 1838 e il 1846, che si affaccia sullo slargo prodotto nell'attuale Piazza Palazzo, con la demolizione di alcune case. L'accesso originario era su via delle Aquile. Il palazzo fu sede della Gran Corte degli Abruzzi, poi Palazzo di Giustizia, e infine divenne sede comunale.
Il volume si articola in una corte centrale dove si accede da tre bracci disposti verso le tre piazze, ed era originalmente caratterizzato da un porticato sui lati nord-est-ovest, e da una coppia di scale rampanti. La pianta è rettangolare, con chiostro interno; di antico sopravvive la torre civica medievale che si staglia sulla piazza. La torre nel 1310 era alta 52 metri, successivamente ridimensionati a causa dei crolli, ed ospita in cima uno degli orologi più antichi d'Italia, ed alla base lo stemma civico e una cappella che serviva per i condannati a morte.

- Palazzo del Convitto: detto anche "Palazzo delle Corporazioni" (univa le sedi della Camera di Commercio, del Liceo Classico Cotugno, e della Biblioteca Tommasi), è stato realizzato nell'800 sopra il Convento di San Francesco a Palazzo, di cui restano l'impianto e la cappella dell'Immacolata Concezione lungo il corso Vittorio Emanuele. Il palazzo è una delle strutture più importanti del corso Vittorio Emanuele, situato all'incrocio del corso sud con il corso nord e il Corso Umberto, che con l'asse di via San Bernardino compone i "Quattro Cantoni". Il palazzo fu completato nel 1883, ospitando la Biblioteca "Salvatore Tommasi" e il Liceo Classico "Domenico Cotugno". Dopo il terremoto del 2009, il palazzo è rimasto inagibile, e le due corporazioni sono state spostate in strutture moderne, e così è accaduto anche per la Cassa di Risparmio, situata nell'attiguo stabile lungo il corso.
L'edificio ha un aspetto neoclassico, dotato di bei portici ad arcate, i quali percorrono più della metà dell'intero perimetro. Essi sono illuminati da solenni lampadari ottocenteschi, e coperti da volta a vela. Dall'esterno le arcate appaiono scandite da paraste doriche, sulle quali è collocati un lungo epistilio modanato. Oltre quest'ultimo si articola il secondo livello: nelle murature sono aperte grandi serliate, protette da balaustre e scandite da paraste ioniche; su di queste è impostata un ulteriore architrave, coronata da cornicione e caratterizzata da minute mensole. Le finestre del piano superiore il cornicione sono spartite da piccole lesene.

- Palazzo della Cassa di Risparmio "Casrispaq": si trova nel cuore del corso Vittorio Emanuele, attaccato al palazzo del Convitto Nazionale, dove fu fondata nel 1859 la cassa della provincia Aquilana. Nel 1999 la Cassa fu acquistata dal gruppo BPER, il quale ha riacquistato il palazzo ottocentesco dopo il terremoto del 2009 per restaurarlo. Il monumentale palazzo ha le stesse dimensioni del Convitto Nazionale, e si trova sul corso, con un lato che si affaccia su via Sallustio; la distribuzione dei portici a cornici classicheggianti è simile a quelli dell'altro palazzo, con paraste a cornici ioniche. Oltre i portici si trovano due livelli scanditi da cornici, con ordine di finestre a cornice neoclassica a timpano triangolare (secondo piano) e a cornice normale (terzo).

- Palazzo Federici : accanto alla Cassa di Risparmio, nel corso Vittorio Emanuele, è l'ultimo monumentale palazzo ottocentesco del corso, con affaccio su Piazza Duomo, collegarti agli altri due mediante i monumentali portici.  Il palazzo esisteva già prima dell'attuale trasformazione ottocentesca, ma è stato accomodato per somigliare alle altre due strutture maggiori del corso Vittorio nella seconda metà del XIX secolo. Si presenta a pianta rettangolare, con due avancorpi laterali che si affacciano sulla piazza principale, sporgendo leggermente dalla struttura, scanditi da cornicioni e paraste ioniche. Alla base si ripropone lo stesso schema dei portici monumentali alternati da colonne parastate con capitelli ioniche, fasciati in bugnato liscio. L'ordine delle finestre è sempre inquadrato da timpani triangolari, mentre il secondo ordine del terzo piano è classico e semplice.

- Palazzo Vastarini Cresi: è uno dei principali edifici situati nel cuore del rione San Pietro, poco distante dal piazzale della chiesa di San Pietro di Coppito. La struttura venne edificata nel 1548 dai marchesi Cresi, inglobando delle case medievali e una torre ancora leggibile nell'impianto. Dopo il terremoto del 1703 fu ricostruito nel 1712, con sostituzione dei soffitti a cassettoni con volte a padiglione ancorate alle travi del tetto. Della struttura originaria cinquecentesca rimane poco, ossia l'impianto esterno con cortile e le due facciate in bugnato. L'edificio è caratterizzato dalla torre medievale e da alcune strutture provenienti dal monastero di Santa Teresa, inglobato dopo il sisma.

- Palazzo Porcinari - Ciavoli Cortelli: si trova in Piazza San Pietro, accanto alla chiesa capoquartiere. La struttura è impostata con la facciata principale su via Roma, un fianco su via Minuccio d'Ugolino e l'altro sulla piazza dove la pianta presenta un cortile diviso tramite una bassa muraglia. L'edificio composto da piano terra, piano nobile e sottotetto si presenta con forma ad H disposta longitudinalmente su via Roma con due corti, di cui la più interna elegantemente porticata presenta modi di ispirazione romana, che richiamano la Farnesina[non chiaro] forse dovuti alla prossimità con il vicino palazzo della famiglia Branconio, ed alla di lei ben nota amicizia con il pittore Raffaello.[8]Di probabile origine tardo medievale-quattrocentesca, il palazzo ha subito importanti interventi nei secoli, fino a raggiungere l'aspetto settecentesco, con un bel portale d'ingresso a cornice a punta di diamante.

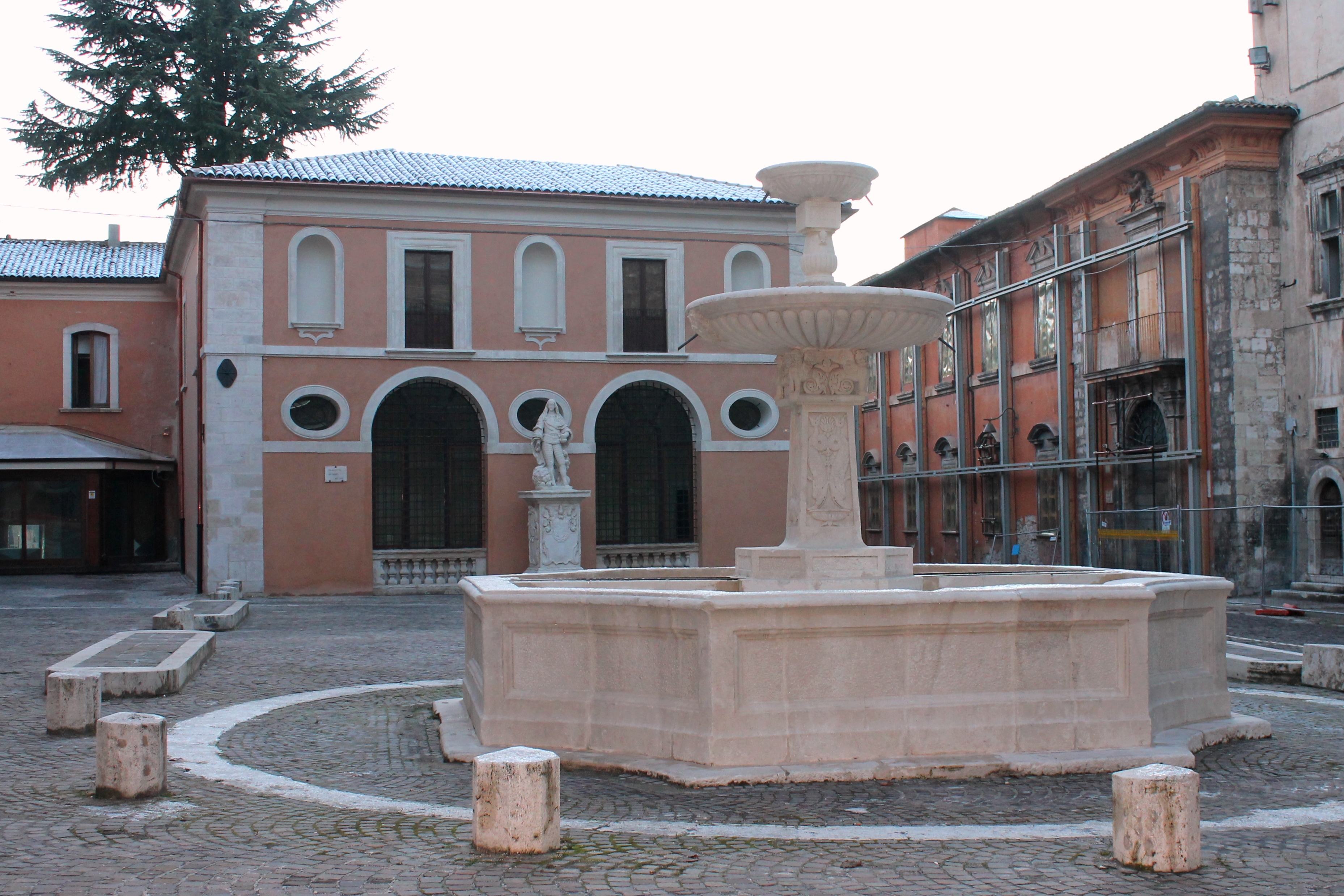
Palazzetto dei Nobili

- Palazzo Carli - Porcinari: lungo via Bafile, il palazzo si mostra in uno stile misto, tra il tardo rinascimentale, e il settecentesco barocco. Al pianterreno nelle stanze riccamente affrescate, tra fasce pittoriche e decorazione in stile trompe d'oeil, altri dettagli fanno pensare che il palazzo fu ricostruito dopo il terremoto del 1703, e usato per la vita mondana. Il sedile in pietra costruito accanto alla finestra era usato dalle donne di corte per sfruttare la luce del sole. Il soffitto è a cassettoni lignei, mentre gli affreschi mostrano spazi finti e aperture immaginarie, ripercorrendo lo stile classico dei palazzi rinascimentali.

- Palazzetto dei Nobili: in Piazza Santa Margherita, è un esempio di architettura rinascimentale, ricostruita nel Settecento sopra il vecchio Palazzo della Camera. Nel 1601 Giulio de Spazzina fu incaricato di ampliare il palazzo per volontà della Congregazione dei Nobili di Santa Margherita, fondata dal padre gesuita Sartorio Caputo. Il palazzo fu ristrutturato tra il 1708 e il 1715 nelle fattezze attuali, dove venivano eletti i camerlenghi, fino alla costituzione del nuovo ordine giuridico. La facciata si presenta racchiusa da pesanti lesene in pietra, e suddivisa sui due piani da una cornice marcapiano, anch'essa in pietra. Due aperture archeggiate, alternate da tre finestre ogivali, dividono lo spazio della facciata e immettono nel palazzo; al piano superiore in asse con i portali, sono presenti due finestre rettangolare, alternate da tre nicchie arcuate. Frontale alla facciata si staglia una statua monumentale di Carlo II d'Asburgo, mentre sulla destra si trova l'accesso alla cappella barocca dei Camerlenghi, dedicata Santa Maria Assunta.

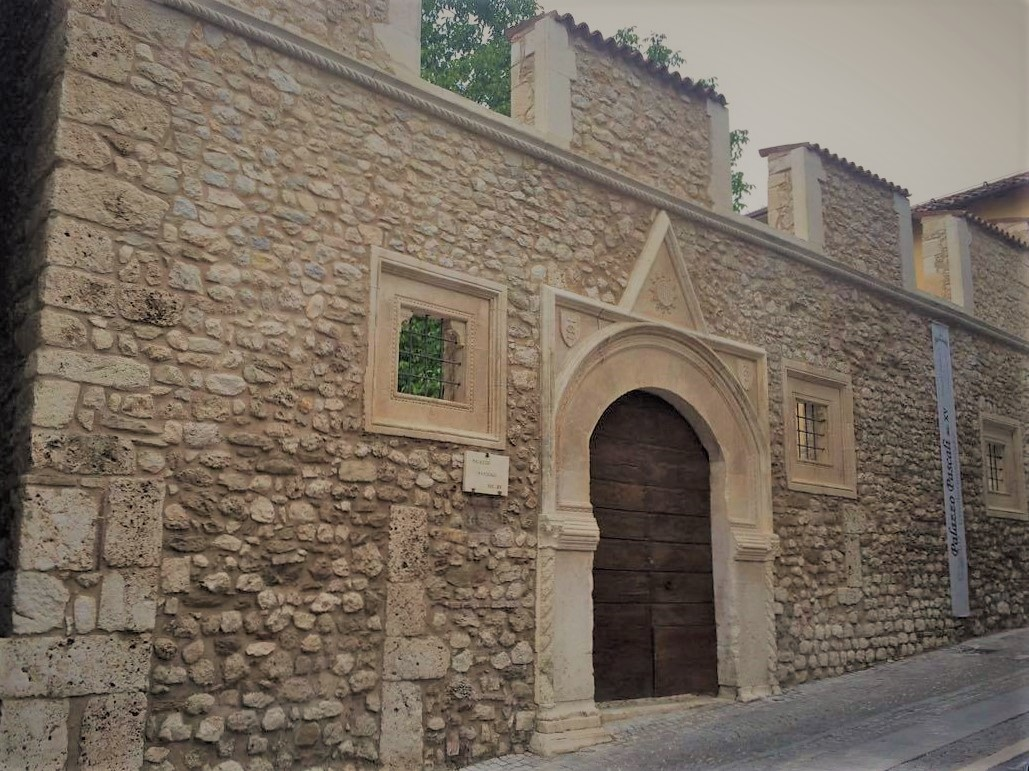
Palazzo Pascali

- Palazzo Pasquali: in via Roma n. 171, è un interessante palazzo gentilizio che mostra un chiaro stile rinascimentale-manierista. Fu costruito dalla nobile famiglia di Pizzoli nel Cinquecento, e ristrutturato nel Settecento, non perdendo però l'impianto originario. Con il restauro del dopo sisma 2009 si è pensato a un progetto di istituzione di un "parco archeologico" dentro il giardino palaziale, essendo stati compiuti numerosi ritrovamenti di reperti. La facciata principale presenta un'architettura singolare di matrice tardo quattrocentesca, caratterizzata da un grande portale riquadrato, tre finestroni rettangolari e una merlatura di cornice.
Per l'accesso al percorso archeologico, quattro finestre si aprono sul pavimento del cortile, permettendo di osservare una porzione dell'antica pavimentazione, due condotto idriche e le volte a botte di due cisterne per la raccolta dell'acqua. Il pavimento è stato lastricato con materiali diversi, disposti in maniera tale da lasciare intendere l'antica suddivisione degli spazi. All'interno delle zone del pavimento corrispondenti alle stanze sono state tracciate delle linee, che lasciano intendere che l'ambiente fosse coperto da una volta a botte; i basamenti delle colonne sono invece evidenziarti da cerchi illuminati a luci LED, essenziale per la comprensione dell'impianto palaziale cinquecentesco.

- Casa museo Signorini Corsi: elegante edificio cinquecentesco perfettamente conservato, e restaurato dopo il sisma del 2009, affacciato su via Sallustio, all'altezza dell'incrocio col corso Vittorio Emanuele. Rappresenta un interessante esempio di casa patrizia aquilana, con ampio portale definito da lisci conci di pietra rettangolari, dal quale si accede nell'androne con volte a crociera; ai lati di quest'ultimo due stemmi sovrastano gli ingressi che conducono gli ambienti del primo piano. Di fronte è collocata la scala che conduce al piano nobile, un raffinato cancello in ferro battuto. Nel 1967 i l proprietario Luigi Signorini Corsi, collezionista di materiale storico, affidò la cura della casa al comune, che ne istituì un museo-antiquarium. Tra le opere di collezione ci sono una raccolta di dipinti italiani del XIV-XIX secolo, una Natività con fuga in Egitto di scuola del Botticelli, e icone cretesi.

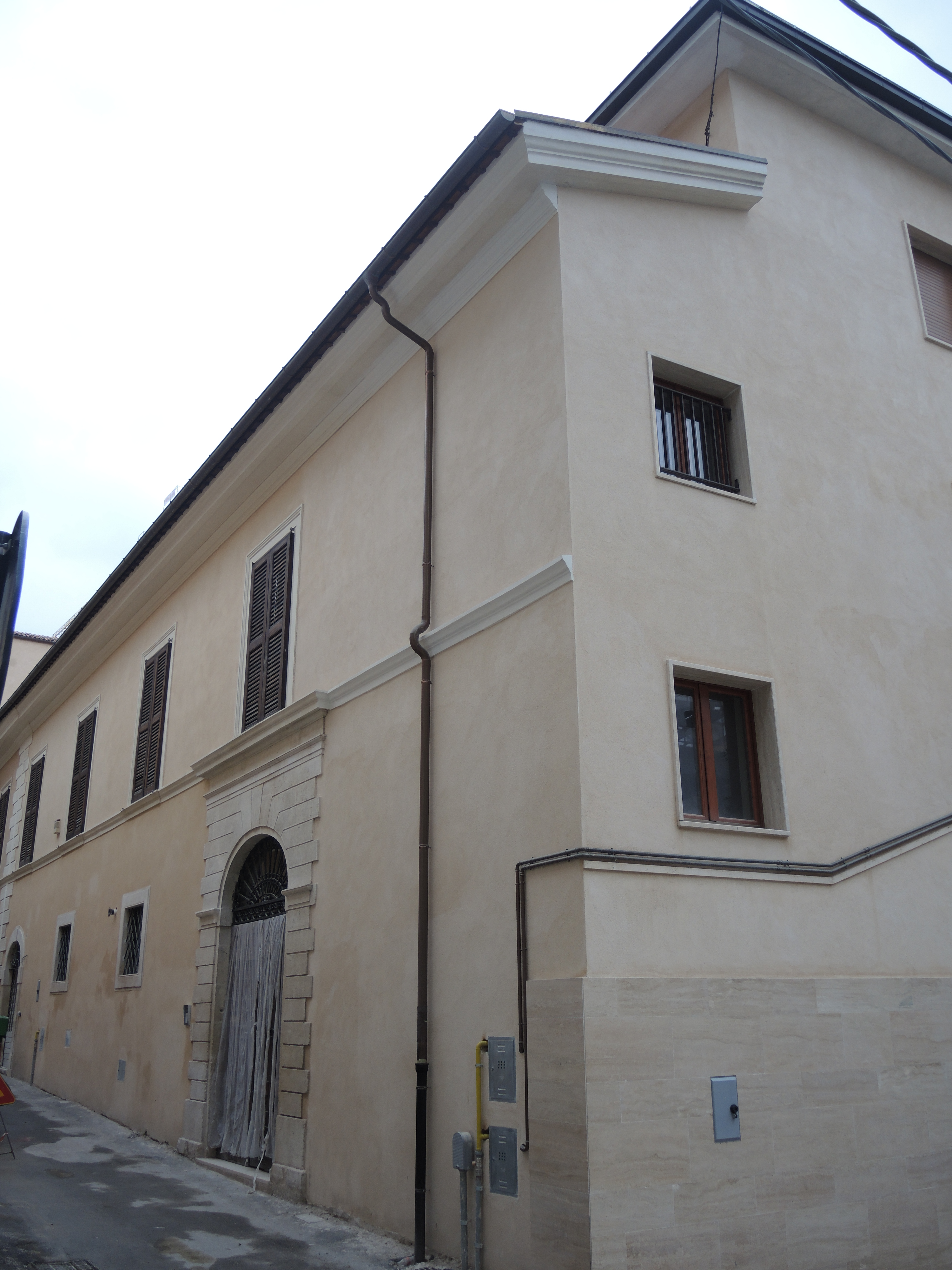
Casa Signorini Corsi

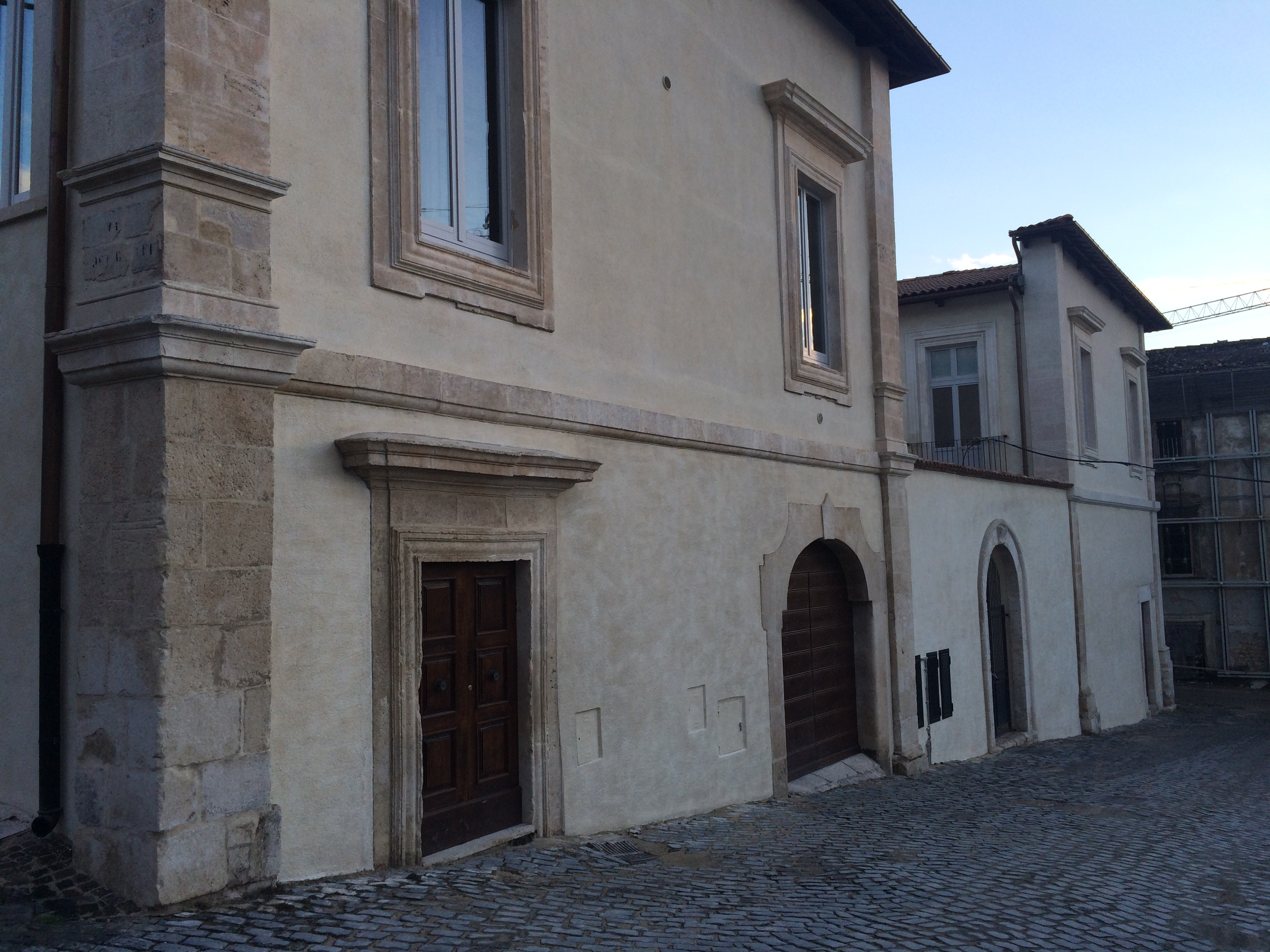
Palazzo Porcinari Ciavoli Cortelli

- Palazzo Rivera Dragonetti De Torres: in via Roio accanto alla chiesa di Santa Maria di Roio, è il frutto di un lungo iter storico architettonico, legato a momenti particolari: il primo periodo cinquecentesco e la ricostruzione dopo il terremoto del 1703. Il palazzo presenta tre ingressi sulle tre strade su cui si affaccia, ognuno con proprio sistema di atrio-cortile-scala indipendenti tra loro. Il prospetto principale su Piazza Santa Maria di Roio si presenta come una massa compatta, articolato su tre piani, anche se la fascia marcapiano che ingloba anche il balcone posto sul portale, divide orizzontalmente la facciata in due livelli: quello del piano terra, di notevole altezza, e quello superiore, il piano nobile, ed un sottotetto ammezzato le cui finestre sono agganciate da mensole di modesto rilievo, al cornicione di coronamento.[9]Il prospetto su via Monteluco ha le stesse caratteristiche del principale; l'interno presenta una successione di sale con pareti ricoperte di damaschi, mobili e specchi con cornici; la Sala Gialla ha una volta decorata a tempera che rappresenta i quattro continenti, e una sala attigua ha il soffitto affrescato dalle Stagioni. Di interesse gli spazi del Salone Rosso e il Salone degli Specchi, che hanno ospitato fino al 2009 diverse tele di Caravaggio, dello Zuccarelli e di Salvator Rosa. Attualmente il Palazzo Rivera Dragonetti necessita di restauri, era sede del Commissariato di Governo per l'Abruzzo e del Centro Linguistico dell'Università.

- Palazzo Carli - Ex Rettorato dell'Università: lungo via Roma, il palazzo è settecentesco, con un monumentale portale a cornice classica che reca la scritta "Università". Fino al 2009 è stata sede del rettorato dell'Università aquilana, poi spostato in zona Pile. La struttura attende lavori di restauro. Il rettorato è stato spostato nel vicino Palazzo del Convitto Camponeschi.
- Palazzo Camponeschi: affianca la chiesa di Santa Margherita, e risale al XIII secolo, quando era composto da una serie di case dei Camponeschi. Nel XV secolo divenne Palazzo della Camera, che costituì il fulcro dell'attività politica aquilana, prima della costruzione del nuovo Palazzo Margherita. Nel 1596 il palazzo venne donato ai Gesuiti aquilani, che vi istituirono l'Aquilanum Collegium. Nel 1625 iniziarono dei lavori di ampliamento su progetto di Agazio Stoia, che comportò la chiusura di via Forcella; ma i lavori si protrassero per anni fino alla distruzione del palazzo con il terremoto del 1703. Il nuovo palazzo fu ricostruito nel 1708, ma mai completato sotto il protettorato dei Gesuiti, cacciati dalla città nel 1767. Solo con il ritorno dei Gesuiti nel 1926 il palazzo venne destinato a luogo di studi come in passato, divenendo il collegio principale della città, acquistato negli anni '70 dall'Università degli Studi dell'Aquila per insediarvi la Facoltà di Lettere e Filosofia, successivamente trasferita dopo il 2009. Il palazzo è costituito da due corpi di fabbrica ortogonali tra loro. Il primo legato alla prima edificazione dei Gesuiti e in piano, è rappresentato dal blocco adiacente alla chiesa di Santa Margherita; il secondo più recente si pone parallelo all'attuale via Camponeschi; l'impianto interno si presenta come un rifacimento delle originali strutture quattrocentesche, mentre la facciata costituita dal blocco di più recente costruzione, è di gusto eclettico su stile barocco.

- Palazzo Spaventa: struttura ottocentesca situata dietro la chiesa di Santa Margherita, in via Bafile. Il palazzo mostra un'elegante ricercatezza dello stile liberty-neoclassico, con nicchie, vasi e inferriate a motivi geometrici presso le bucature. Danneggiato nel 2009, è ancora in attesa di restauro.

- Casa Burri Corsi: in via Roma, è una struttura settecentesca articolata in due livelli, con ordine di finestre a timpano triangolare, e portale monumentale di accesso, sormontato da balconata.

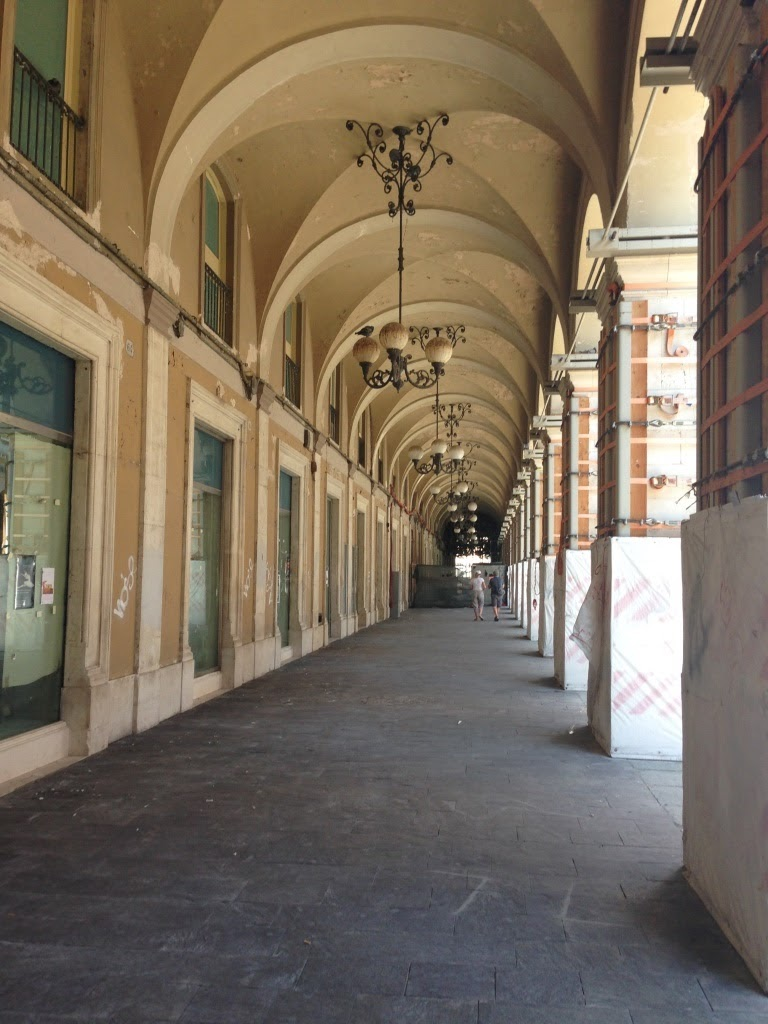
Portici del Corso Vittorio Emanuele (2015)

- Palazzo Gaglioffi Benedetti: complesso di valenza storico-monumentale, risalente al 1300, si trova nei pressi di via Sallustio, con facciata prospiciente via Gaglioffi, via Annunziata e via Sassa. Ha un aspetto attuale risalente alla costruzione dopo il sisma del 1703, con un ampio cortile interno. Dal 1967 v'ebbe sede il Conservatorio musicale Alfredo Casella, nato come sede distaccata del Santa Cecilia di Roma. Il conservatorio dopo il 2009 è ospitato in una struttura prefabbricata, in attesa del restauro del palazzo.

- Casa Gaglioffi: piccola abitazione trecentesca situata in via Roma. Avente pianta rettangolare irregolare, ha alla base due grandi arcate gotiche, e una centrale nel punto focale della facciata. I Gaglioffi si trasferirono successivamente nel Palazzo Gaglioffi Benedetti in via Sassa, presso San Biagio d'Amiterno.

- Palazzo Antonelli De Torres Dragonetti: in via Roio, da non confondere con quello affacciato sul piazzale di Santa Maria di Roio, conserva la struttura settecentesca, offuscata negli esterni da interventi del XIX secolo in tardo stile neoclassico. Sui prospetti si concentra tutto l'interesse della costruzione, la tipologia dei prospetti è caratterizzata dalla predominanza del piano nobile sul terreno e sull'ammezzato, illuminati da quadrotte dalle semplici incorniciature. Presenta grandi timpani aggettanti che si alternano in forme triangolari e curvilinee, al pari del resto dell'incorniciatura della finestra centrale, sormontata dal fastigio del grande stemma emergente dal timpano spezzato barocco.
Sono però gli unici elementi che si discostano dalla severa linearità neoclassica. Le mensole che sorreggono i davanzali, appena accennati, ripetono per forma e dimensioni, quelle poste a sorreggere gli sbalzanti timpani del piano nobile. La preponderanza del motivo decorativo, costituito dalle luci maggiori e gli aggettanti finti davanzali sporgenti sulla fascia marcapiano, rendono più vistosa la semplicità della facciata principale, da cui non si evidenzia il sistema costruttivo.

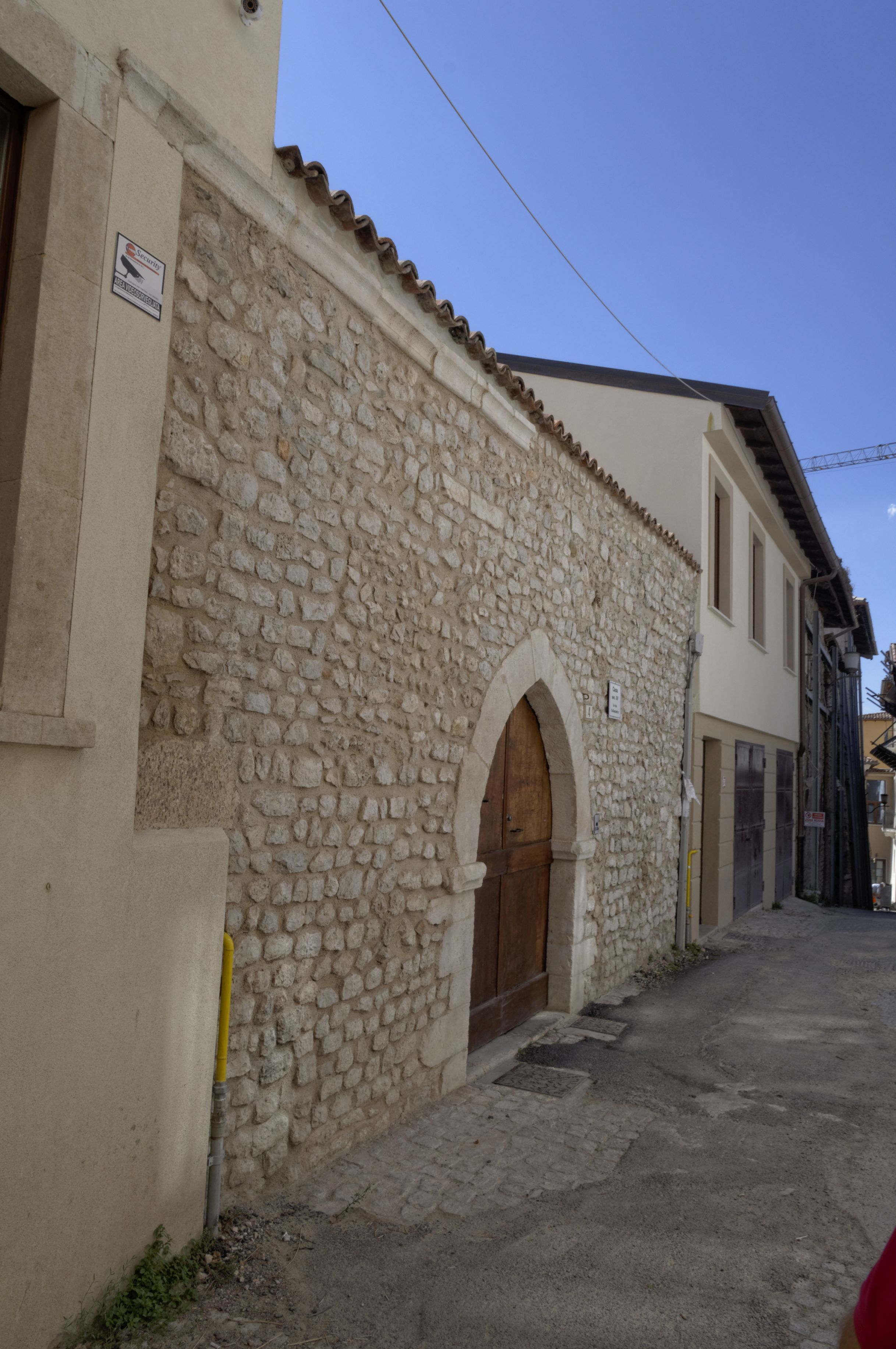
Casa rinascimentale di via Navelli

- Palazzo Mancinelli Benedetti: lungo via Sassa, nei pressi della chiesa di Santa Caterina d'Alessandria, si trova questo palazzo settecentesco fasciato nelle angolature in bugnato liscio. Il bugnato fascia anche la cornice degli ingressi alla base, e le cornici delle finestre, con timpano curvilineo, tranne quella dello spigolo principale che si affaccia sulla via, a timpano triangolare.

- Palazzo Franchi Fiore: è uno dei palazzi rinascimentali più interessanti del rione San Pietro, conservato nelle forme cinquecentesche soprattutto negli interni e nella zona del chiostro interno con belle arcate a tutto sesto. L'ingresso principale infatti si trova dopo una piccola scalinata, con una cornice che riveste l'arco a tutto sesto del portale. Tale cornice è inquadrata tra due colonne con capitelli corinzi e vi sono raffigurati numerosi bassorilievi.

- Istituto Salesiano "San Giovanni Bosco": si trova al confine con il rione San Pietro (lungo via San Giovanni Bosco), ricavato dalla riconversione del convento di Santa Lucia in scuola. I Slesiani hanno iniziato la loro opera all'Aquila nel 1932, prima presso l'orfanotrofio di San Giuseppe nella chiesa dei Barnabiti (rione di Santa Giusta), e poi tre anni dopo nell'ex chiesa di Santa Lucia. I Salesiani diedero vita a laboratori di falegnameria, di sartoria, di legatoria per gli orfani e per i ragazzi di misere condizioni economiche; istituirono anche un Pensionato per i giovani delle scuole secondarie inferiori e superiori, e un doposcuola e scuole elementari interne limitatamente alle classi quarta e quinta; organizzarono un Oratorio festivo che vide salire subito ad oltre 300 il numero degli iscritti.[10]Negli anni '50 i salesiani prestarono servizio nelle piccole parrocchie di San Paolo e San Pietro, riconsegnate alla diocesi nel 1993, collaborando tuttavia in maniera costante alle attività dell'Arcidiocesi Aquilana. Il palazzo dell'istituto ha aspetto moderno, ma ricalca perfettamente la planimetria dell'antico convento di Santa Lucia, con un piccolo edificio usato come cappella, e il resto del corpo rettangolare, i cui lati si vanno a intersecare con altre strutture minori. Nel corso del restauro del 2009 si sono trovati affreschi rinascimentali provenienti dall'antica chiesa.

- Istituto Figlie di Santa Maria Ausiliatrice: istituto salesiano femminile, poco distante dall'Opera Don Bosco maschile (in via San Giovanni Bosco), è stato ricavato dal convento di Sant'Agnese. Il complesso si compone di due palazzi maggiori che serrano al centro una piccola chiesa usata per le funzioni religiose. I palazzi sono stati riconvertiti a scuola dai vecchi locali del monastero.

### Mura
- Porta Barete: detta anche "Porta Lavareto", era posta al limite occidentale di via Roma, la principale per l'ingresso da ovest alla città. Nella sua conformazione originale disponeva di una doppia fortificazione con piazza centrale, e dal contrario della maggior parte delle porte aquilane, era posta in pieno, con nei pressi l'ospedale di Santo Spirito dei Bastardi, dotato di torrione, che comunicava con la torre della porta. Nonostante nel 1823 fosse stato redatto un progetto di ricostruzione in stile neoclassico monumentale della porta, la porta venne semi-demolita e interrata per rendere minore la pendenza della strada per l'accesso in città, un fatto inusuale nello smantellamento delle mura delle città, poiché questo è l'unico caso di vera e propria distruzione di un manufatto. Dopo il terremoto del 2009, nel 2014 è stato presentato un progetto di ricostruzione exnovo della porta e di abbattimento del ponte moderno che parte dalle mura, collegando il centro al nucleo moderno di Pile. Il progetto riguarda la ricostruzione in stile medievale, con due torri di controllo, come le fonti documentavano la porta, ma per il momento nulla di concreto è stato realizzato.

- Porta San Lorenzo o di Pizzoli: si trova nella zona "Lauretana", all'estremità occidentale di via San Giovanni Bosco, in collegamento con via Garibaldi e via Castello, costituendo uno degli assi longitudinali dell'impianto urbanistico rinascimentale. La porta era murata già nel 1622 e successivamente venne semi-demolita e interrata. Oggi è ancora visibile, con un semplice arco a tutto sesto che si apre nella cinta muraria in pietra.

### Fontane e monumenti

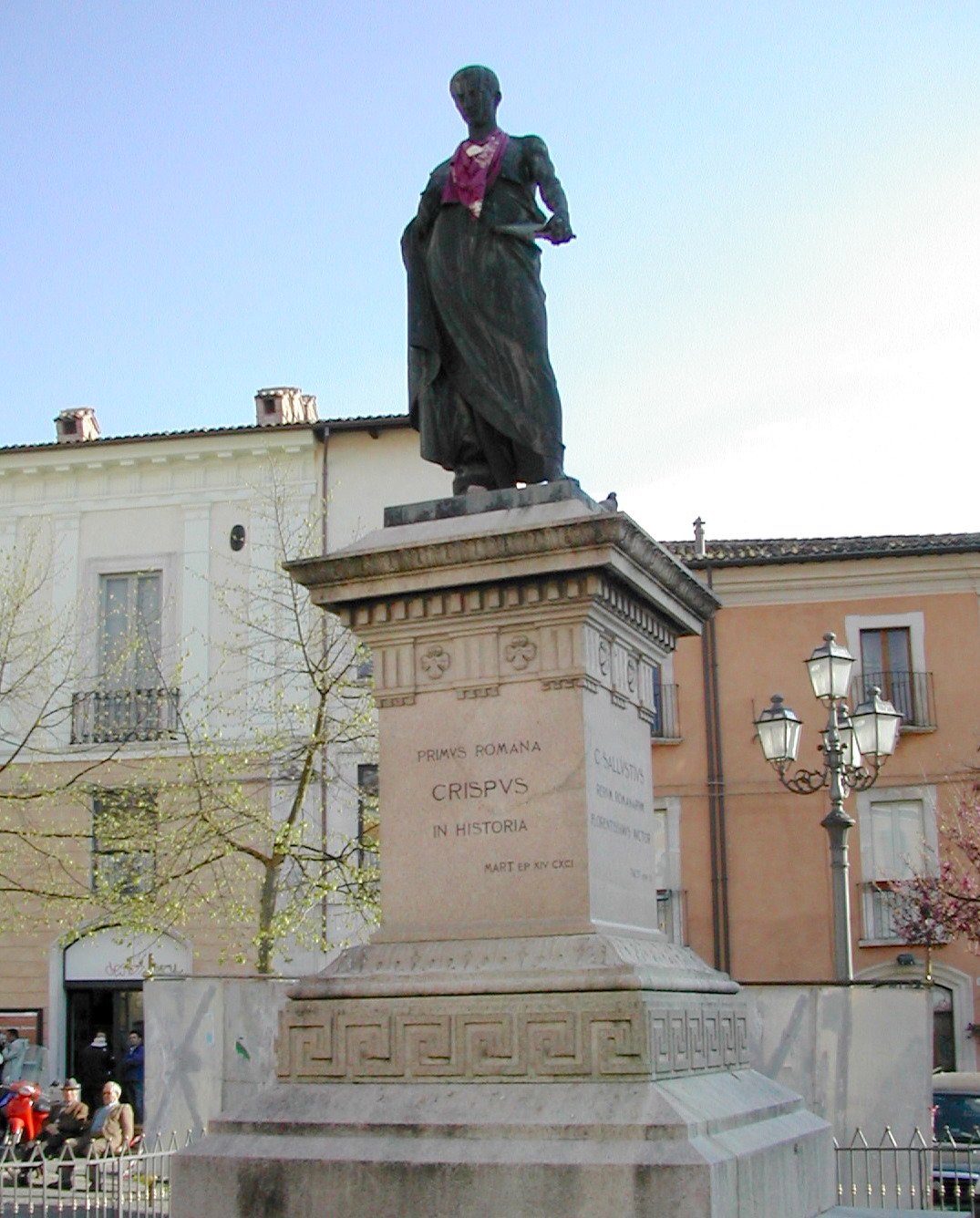
Statua di Sallustio

- Fontana di Piazza San Pietro: risale al XIII secolo, ed è coeva di varie altre sparse nel centro, come quelle di Piazza Santa Giusta, Piazza Santa Maria Paganica, Piazza San Marciano, la fontana si trova nel centro della piazza, davanti al sagrato della Parrocchia di San Pietro di Coppito. ed è caratterizzata da una vasca ottagonale in pietra calcarea, i cui lati sono decorati da cornici a rilievo con dei simboli e delle figure animali e umane. Al centro della vasca parte un fusto a colonna finemente decorata da motivi vegetali, fitomorfi e da figure umane in stile tardo romanica, dalle cui bocche fuoriescono le cannelle. La fontana, come quasi tutte le altre coeve, termina con una seconda vasca a vaso, da cui esce l'acqua

- Fontana di Piazza Santa Margherita: si trova davanti alla chiesa del Gesù e del Palazzetto dei Nobili, e mostra le stesse caratteristiche di fontana di Piazza San Pietro.

- Statua monumentale di Gaio Sallustio Crispo: è stata edificata nei primi anni del Novecento in Piazza del Palazzo, in ricordo dello storico di Amiternum vissuto nell'età cesariana, autore del De Coniuratione Catilinae. La statua poggia su alto basamento in travertino con la scritta dedicatoria, la statua vera e propria è in bronzo e rappresenta un ritratto idealizzato dello scrittore, nella veste di togato.

## Piazze e strade
- Piazza San Pietro: principale luogo centrale del quarto, vi convergono via Roma, via Minicuccio d'Ugolino e via San Domenico, e vi si affacciano la chiesa madre, il Palazzo Ciavoli Cortelli e il Palazzo Vastarini Cresi
- Via Sassa: principale strada orizzontale del quarto, oltre all'asse via Roma-via A. Bafile-Corso Umberto I, è uno stradone che è parallelo a sud di via Sallustio, e con via Roio a sud, ha il suo vertice poco prima di giungere in Piazza Duomo, mediante un palazzo signorile ottocentesco. La strada prosegue verso ovest, intersecandosi con via Fontesecco (prima dello sbocco si affaccia la chiesa del Corpo di Cristo col monastero delle Osservanti femmine della Beata Antonia di Firenze), e continuando fino al confine con le mura mediante via Buccio di Ranallo, dove si trova la chiesa di San Quinziano. Via Sassa vede affacciati alcuni palazzi interessanti come il Gaglioffi-Benedetti, e le chiese della basilica di San Giuseppe Artigiano, la chiesa di Santa Caterina martire nello slargo omonimo, e l'ex convento dei Padri Filippini, annesso all'ex chiesa di San Filippo Neri (oggi teatro), affacciata in via Cavour.

- Via Roma: è la strada orizzontale principale di questo quarto, che unita a via San Bernardino e all'incrocio con la parte nord e sud del Corso Vittorio Emanuele, va a creare un perfetto incrocio baricentrico nel centro cittadino; le uscite di queste strade costituiscono i "Quattro Cantoni". Via Roma, così chiamata dopo il 1861 in onore della capitale d'Italia, nel Quarto San Pietro è costituita dall'asse del Corso Umberto I (o Principe Umberto di Savoia), partendo dall'incrocio con l'altro corso presso i portici dell'ex monastero di San Francesco a Palazzo (oggi Convitto Nazionale con la biblioteca provinciale "Salvatore Tommasi", e seguendo la strada sino alle mura di Porta Barete. In seguito alla morte (1918) del Tenente Andrea Bafile, nato a Monticchio presso L'Aquila, la municipalità decise di intitolate il pezzo della strada che va da Piazza Santa Margherita sino all'incrocio con via Annunziata, presso il Palazzo Carli in sua memoria, e da lì in poi la strada sarebbe stata detta comunemente "via Roma" sino allo sbocco di Porta Barete. Dal piazzale con il Palazzo dei Nobili, si affaccia la chiesa del Gesù, poi il Palazzo Pica Alfieri, la chiesa dei Gesuiti è seguita da una costruzione tardo ottocentesca in stile neoclassico-eclettico detta Palazzo Spaventa; raggiunto il piazzale di Palazzo Carli (sino al 2009 sede del Rettorato dell'Università), si trova la facciata della chiesa dell'Annunziata. Scendendo verso ovest ancora si incontra il Palazzo Vastarini Cresi, la Piazza San Pietro, e dopo questa si entra nel locale Barete, dal nome del castello ancora esistente che l'ha fondato, superata l'intersezione con la moderna strada di via Duca degli Abruzzi. Vi si trovano la chiesa di San Paolo di Barete, l'ex chiesa di Santa Croce, e infine le mura della porta muraria.

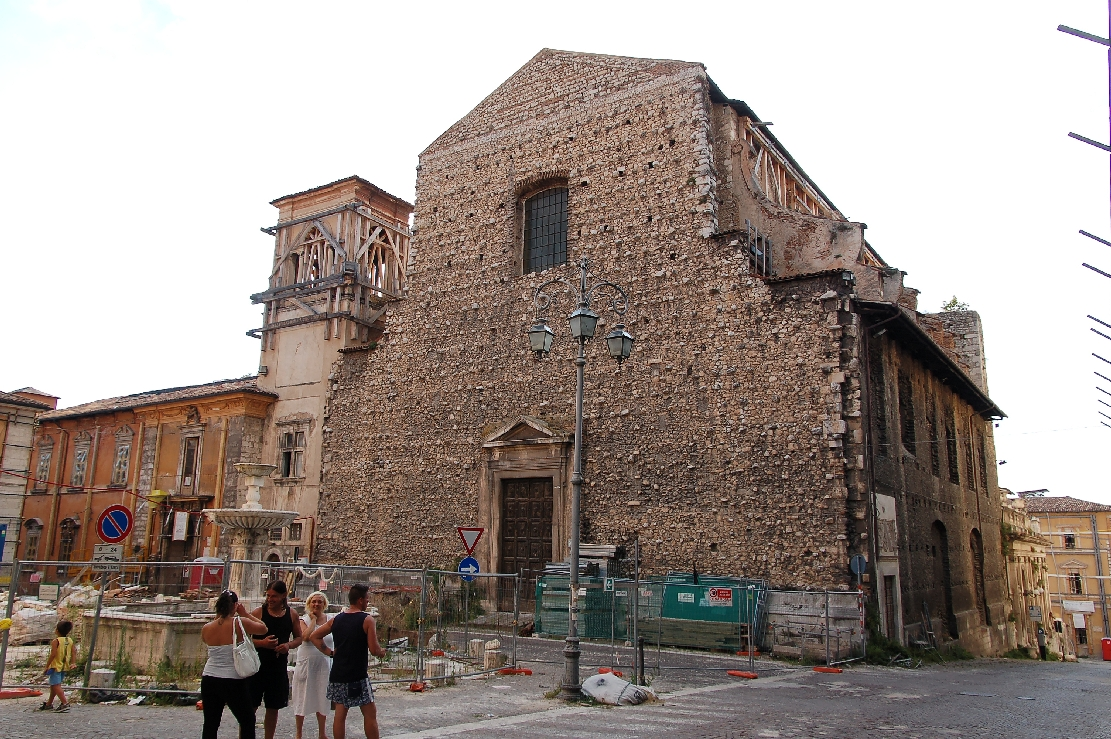
Piazza Santa Margherita

- Via Sallustio: si tratta di una strada moderna aperta nel 1941 allargando di molto il cosiddetto "Vicolaccio", che partiva dal Corso Vittorio Emanuele al termine sud dell'ex monastero di San Francesco, e terminava nel piazzale Fontesecco, dove si trovava sino ai primi anni del Novecento una fontana medievale per lavare i panni. La strada fu aperta per permettere un altro principale collegamento orizzontale del quarto con il corso principale, anche se al prezzo di distruggere vari palazzi, eccettuata la Casa Signorini-Corsi, oggi museo, e "tagliando" di fatto una parte del convento della Beata Antonia del XV secolo, che nella porzione affacciata sulla via, venne rifatto in maniera scriteriata negli anni '70, con la costruzione di un moderno edificio per ospitare le monache. In sostanza questa strada, inizialmente pensata semplicemente per migliorare la viabilità, dedicata allo storico locale di Amiternum Gaio Sallustio Crispo, negli anni '60-'70 è divenuta una nuova via commerciale della città, con la costruzione di condomini di dubbio criterio antisismico e qualità artistica, tanto che con il terremoto del 2009 una buona parte è risultata gravemente danneggiata, mentre altri, come il palazzo all'incrocio con via Camponeschi, è stato abbattuto completamente per essere ricostruiti con nuovi criteri. Sostanzialmente questa strada stona molto con il tessuto rubano rinascimentale-settecentesco della città.

- Via Cascina: insieme a via Forcella, è una delle strade principali che tagliano perpendicolarmente il quarto, delimitandone i confini a nord-est e ovest con il Quarto di Santa Maria, nei locali di Paganica e San Silvestro, e infine all'estremo nord col locale Guasto; mentre a sud va a confluire in via Andrea Bafile, nel piazzale della chiesa dell'Annunziata.

## I castelli
Tra frazioni e comuni autonomi, i castelli del Quarto sono:
Arischia, Barete, Cagnano Amiterno, Cascina, Colle Pretara, Coppito, Pettino, Pile, Pizzoli, Pozza, Santanza, Santa Barbara, San Marco e San Vittorino. Di queste frazioni Pile e Pettino, dagli anni '60 e ancor più dopo il 2009 sono cresciute a dismisura costituendo il centro moderno aquilano, zona di costruzione di abitazioni antisismiche del progetto C.A.S.E e di prosperità commerciale. L'espansione edilizia ha comportato anche la costruzione della Facoltà di Fisica e Matematica dell'Università, accanto al nuovo ospedale San Salvatore, e al centro commerciale L'Aquilone. Di storico questa campagna aveva delle ville dei nobili, e alcune chiese, come quella di San Sisto, quella di San Giovanni e di San Pietro, presso Coppito.
- Arischia conserva una fontana-lavatoio medievale nel centro, nonché la chiesa madre di San Benedetto, eretta da Sant'Equizio nel V secolo, e poi rifatta nel XIII secolo. Era sede di un'importante abbazia benedettina, andata quasi distrutta totalmente col terremoto del 1703. Appena fuori Arischia si trova il convento di San Nicola, eretto nel XIII secolo e di proprietà del monastero di Santo Spirito d'Ocre, e poi sede dei Frati Minori Francescani.

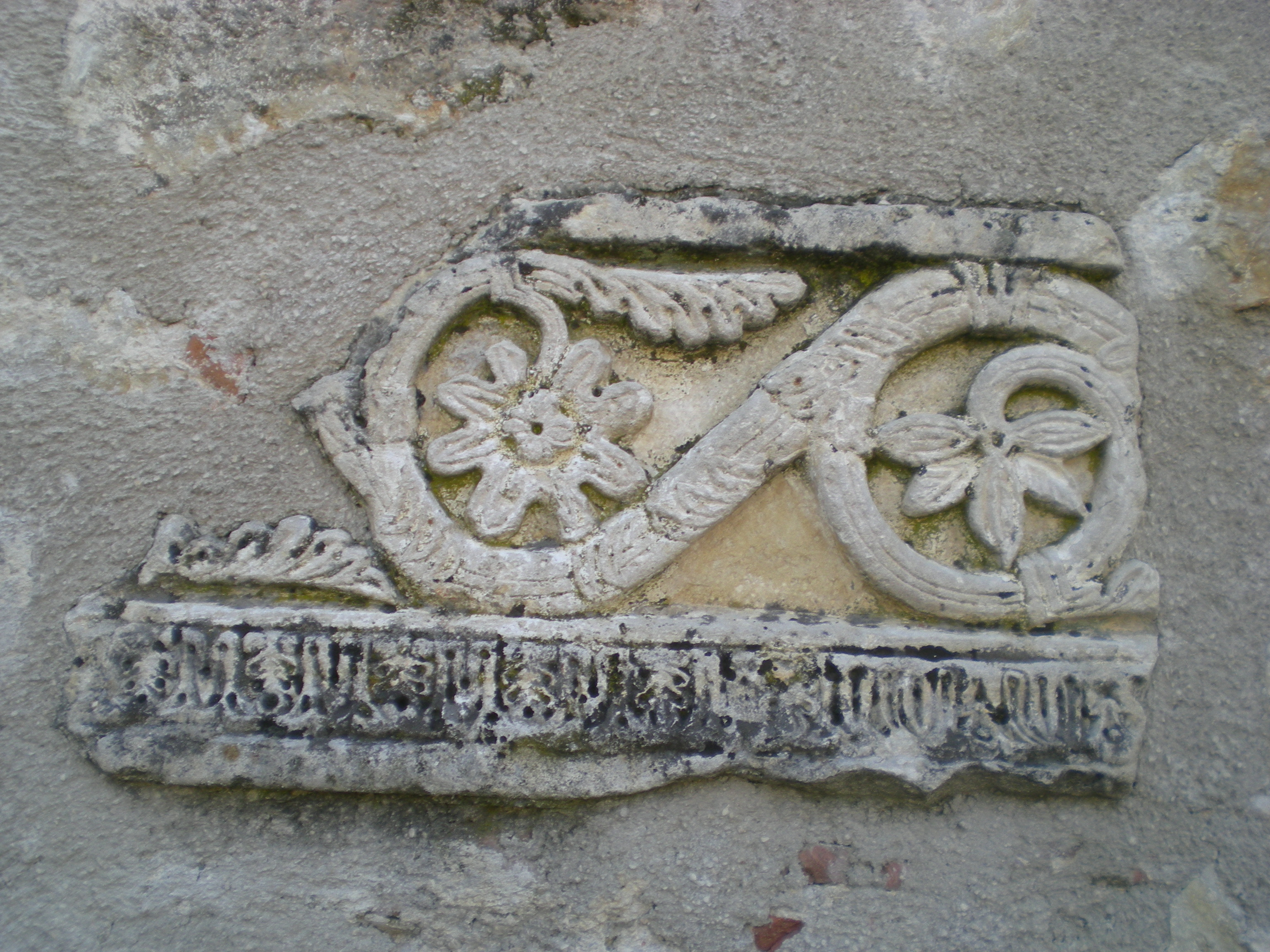
Dettaglio di un fregio longobardo della chiesa di San Michele in San Vittorino

- San Vittorino: è nota per la chiesa di San Michele, costruita nell'VIII secolo per ospitare il corpo del vescovo amiternino - successivamente rifatta in forme tardo romaniche dopo il 1349, con ammodernamenti seicenteschi all'interno, e il sito archeologico di Amiternum con l'imponente anfiteatro romano e il teatro.
- San Giuliano, vicino al casello autostradale di L'Aquila Ovest si trova questa piccola contrada, dove si trova il convento omonimo, fondato da San Giovanni da Capestrano nel primo ventennio del Quattrocento, e sede dei Frati Minori Osservanti. La chiesa all'interno è riccamente arredata in stile barocco, il convento conserva ancora il chiostro rinascimentale con affreschi riguardanti la vita di San Francesco d'Assisi. Consta anche di una biblioteca, mentre a poca distanza si trova l'edicola del santuario della Madonna Fòre, così chiamato perché fuori le mura.

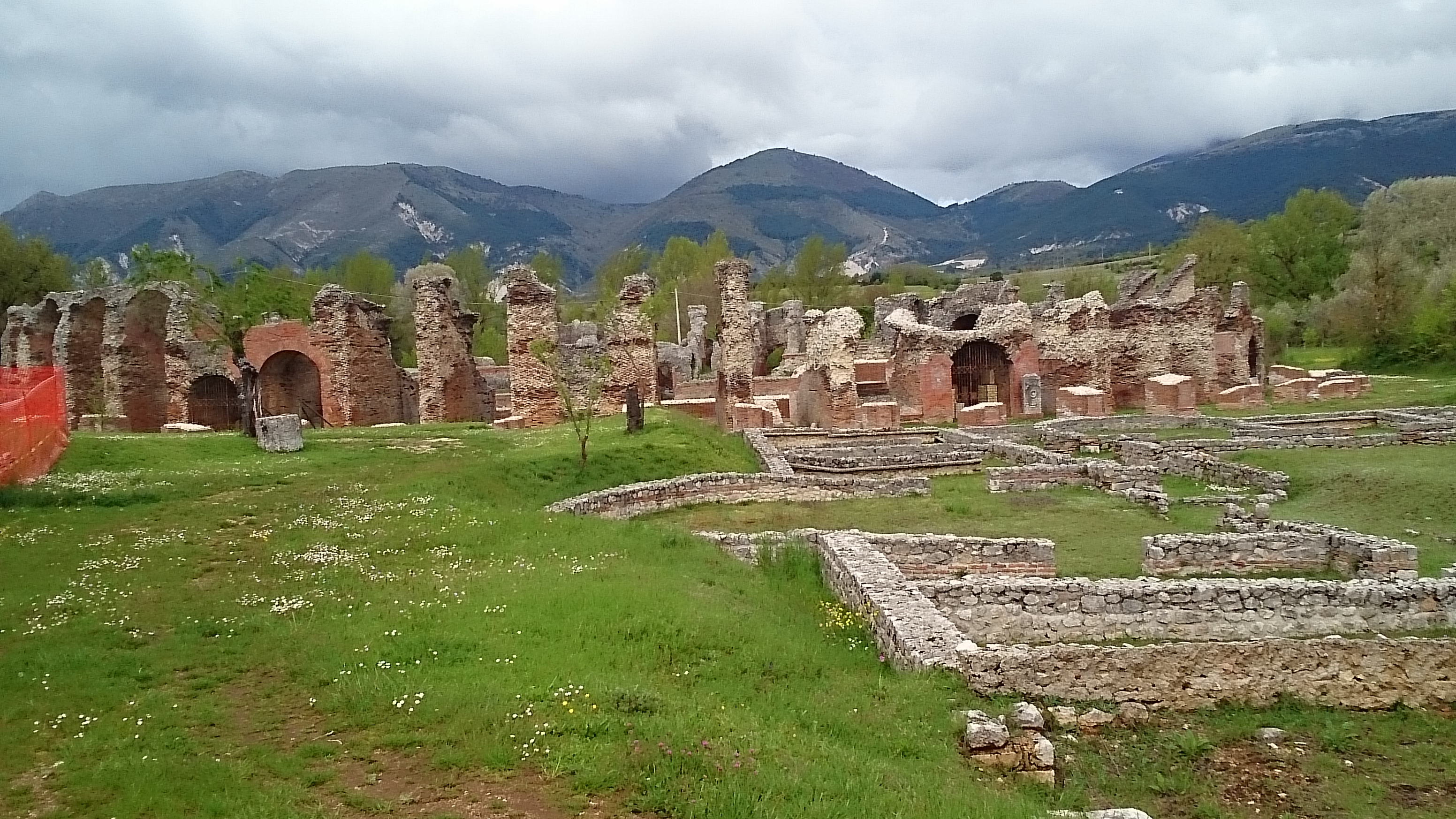
Anfiteatro romano di Amiternum e casa dei gladiatori (San Vittorino)

- Coppito: è una delle principali frazioni dell'Aquila ovest, nonché uno dei castelli più antichi, esistente sin dal XII secolo, quando era possedimento dei Conti di Poppleto, che nel 1223 vennero a scontrarsi con Federico II di Svevia, che li assediò e li privò dei possedimenti. Il castello oggi è scomparso, ancora visibile in un torrione nei primi anni del Novecento, il paese si è espanso più a valle, verso l'area del nuovo Ospedale civile San Salvatore; di interesse si conserva soprattutto la chiesa madre di San Pietro o della Madonna delle Grazie, i cui castellani hanno fondato la corrispettiva capoquartiere del Quarto San Pietro. Presso il fiume Vetoio, si trova la chiesetta di Santa Maria della Neve al Vetoio.

- Preturo e Sassa: nella parte storica di Preturo centro, si trova l'importante chiesa di San Pietro in stile romanico, mentre in contrada San Marco l'omonima, riedificata in stile settecentesco dopo il 1703. A Sassa centro si trova la chiesa di Santa Giusta, poi quella di San Pietro, i cui castellani nel 1257 edificarono l'omonima nel quarto di San Pietro, che però venne distrutta dal terremoto del 1703, e la parrocchia trasferita nella chiesa di San Quinziano di Pile, poco distante, in via B. di Ranallo.